# Canberra
Cet article concerne la capitale de l'Australie. Pour les autres significations, voir Canberra (homonymie).
Canberra (/kãbɛʁa/ ; en anglais : /kænbɹə/ ) est la capitale de l'Australie et du Territoire de la capitale australienne. La ville est située à l'extrémité nord du territoire de la capitale, à 280 kilomètres au sud-ouest de Sydney et à 680 kilomètres au nord-est de Melbourne. Le site de Canberra a été choisi comme capitale australienne en 1908 ; ce choix fut un compromis entre les deux villes rivales de Sydney et Melbourne, les deux plus grandes villes d'Australie. Le terme de canberra désigne un « lieu de rassemblement » en ngunnawal, la langue aborigène locale.
Canberra offre une particularité pour une ville australienne : ses plans ont été réalisés avant de commencer la moindre construction. Ce n'est qu'après un concours international remporté par le couple d'architectes américains Walter Burley Griffin et Marion Mahony Griffin que commença le développement de la capitale en 1913. La conception de la ville fut fortement influencée par l'idée de ville verte ; ainsi Canberra dispose de vastes zones de végétation naturelle qui lui ont valu le nom de « capitale du bush ». Bien que la croissance de la ville ait été fortement ralentie par les deux guerres mondiales et la Grande Dépression, Canberra est devenue une ville florissante après la Seconde Guerre mondiale lorsque le Premier ministre Robert Menzies encouragea son développement et créa la National Capital Development Commission (Commission pour le développement de la capitale nationale) en lui donnant des pouvoirs exécutifs. Cette commission sera supprimée en 1988 et remplacée par la National Capital Authority (l'Autorité de la capitale nationale) qui permet à l'État de garder une certaine influence sur le territoire même s'il est devenu maintenant autonome.
Siège du gouvernement australien, Canberra abrite aussi le Parlement et la Haute Cour ainsi que de nombreux ministères et directions nationales mais c'est également le siège de nombreuses institutions sociales et culturelles comme la Galerie nationale, le National Museum, le Mémorial de la guerre, l'Université nationale australienne, l'Institut des Sports et la Bibliothèque nationale. Les officiers de l'armée australienne sont formés au Collège militaire royal de Duntroon et l'Académie militaire est également située dans la capitale.
Selon un recensement réalisé en 2023, la ville regroupe 466 566 habitants. Comme elle a une forte proportion de fonctionnaires, le gouvernement fédéral est le plus gros employeur de Canberra. La ville connaît un taux de chômage plus faible et un revenu moyen plus élevé que la moyenne nationale, tandis que les prix sont relativement élevés, en partie à cause des restrictions de droit de construction. Le niveau d'éducation de la population est supérieur au reste du pays tandis que sa population est plus jeune.

## Géographie

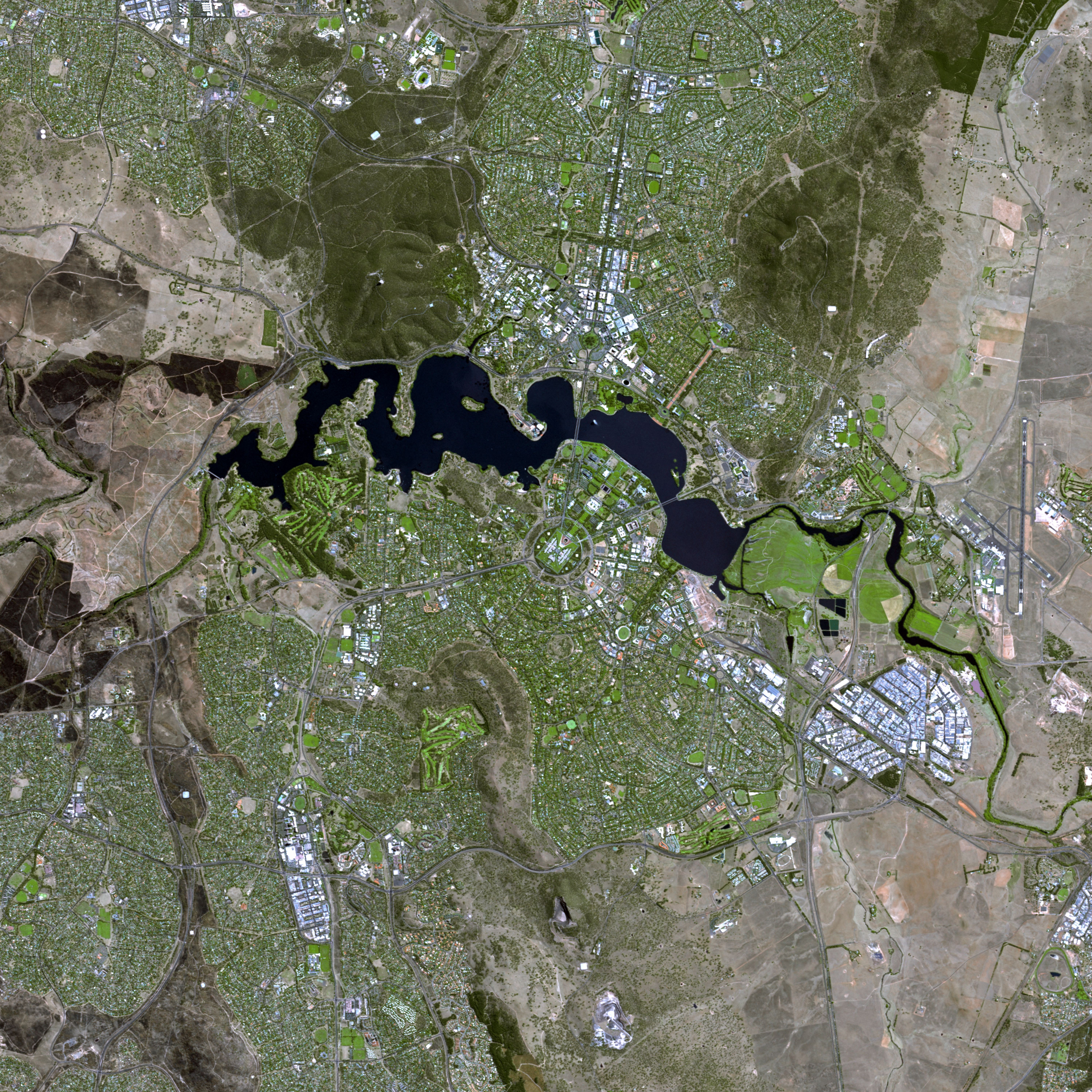
Canberra vu par le satellite Spot.

Canberra se trouve au nord du territoire de la capitale australienne (Australian Capital Territory, abrégé en « ACT ») à 280 kilomètres de Sydney, 680 kilomètres de Melbourne et à 150 kilomètres des côtes est de l'Australie, ce qui en fait la plus grande cité non côtière du pays. C'est en ville que se trouve la très grande majorité de la population de l'ACT.
Canberra a une superficie de 814,2 km2 et est localisée à proximité des monts Brindabella (Brendy Bear Ranges) à environ 150 km du bord de la mer. Elle est habitée dans une zone dont l'altitude va de 550 à 700 mètres selon les endroits. Le point culminant de la ville est le mont Majura qui atteint 888 mètres,. Les autres collines principales sont le mont Taylor, le mont Ainslie, le mont Mugga Mugga et la montagne Noire (Black Mountain).
À l'origine, la région de Canberra était presque entièrement couverte de différentes espèces d'eucalyptus qui ont servi de bois de chauffage et à d'autres utilisations domestiques. Au début des années 1960, l'exploitation des forêts avait fait disparaître les eucalyptus et le souci de la qualité de l'eau a conduit à fermer les anciennes forêts au public. Dès 1915, on a commencé à planter un certain nombre de nouvelles espèces, comme la Pinus radiata sur les pentes du mont Stromlo. Depuis, les plantations se sont étendues, ce qui a permis de réduire l'érosion dans le bassin versant Cotter, et les nouvelles forêts sont devenues des aires de loisirs populaires.
Canberra est traversée par la rivière Molonglo dont le cours a été barré en aval de la ville par le barrage Scrivener pour former, en centre-ville, le lac Burley Griffin. La Molonglo se jette dans la Murrumbidgee au nord-ouest de Canberra ; cette dernière, affluent du Murray, se dirige vers le nord-ouest en direction de la ville de Yass en Nouvelle-Galles du Sud. La Queanbeyan rejoint la Molonglo juste dans le Territoire. Un certain nombre de cours d'eau plus petits, comme le Jerrabomberra Creek et le Yarralumla Creek, se jettent dans la Molonglo et la Murrumbidgee. Deux de ces cours d'eau, le Ginninderra et le Tuggeranong, ont été endigués pour former les lacs Ginninderra et Tuggeranong. La Molonglo, avant la création du lac Burley Griffin, avait un lourd passé d'inondations, parfois mortelles,.

### Organisation de la ville

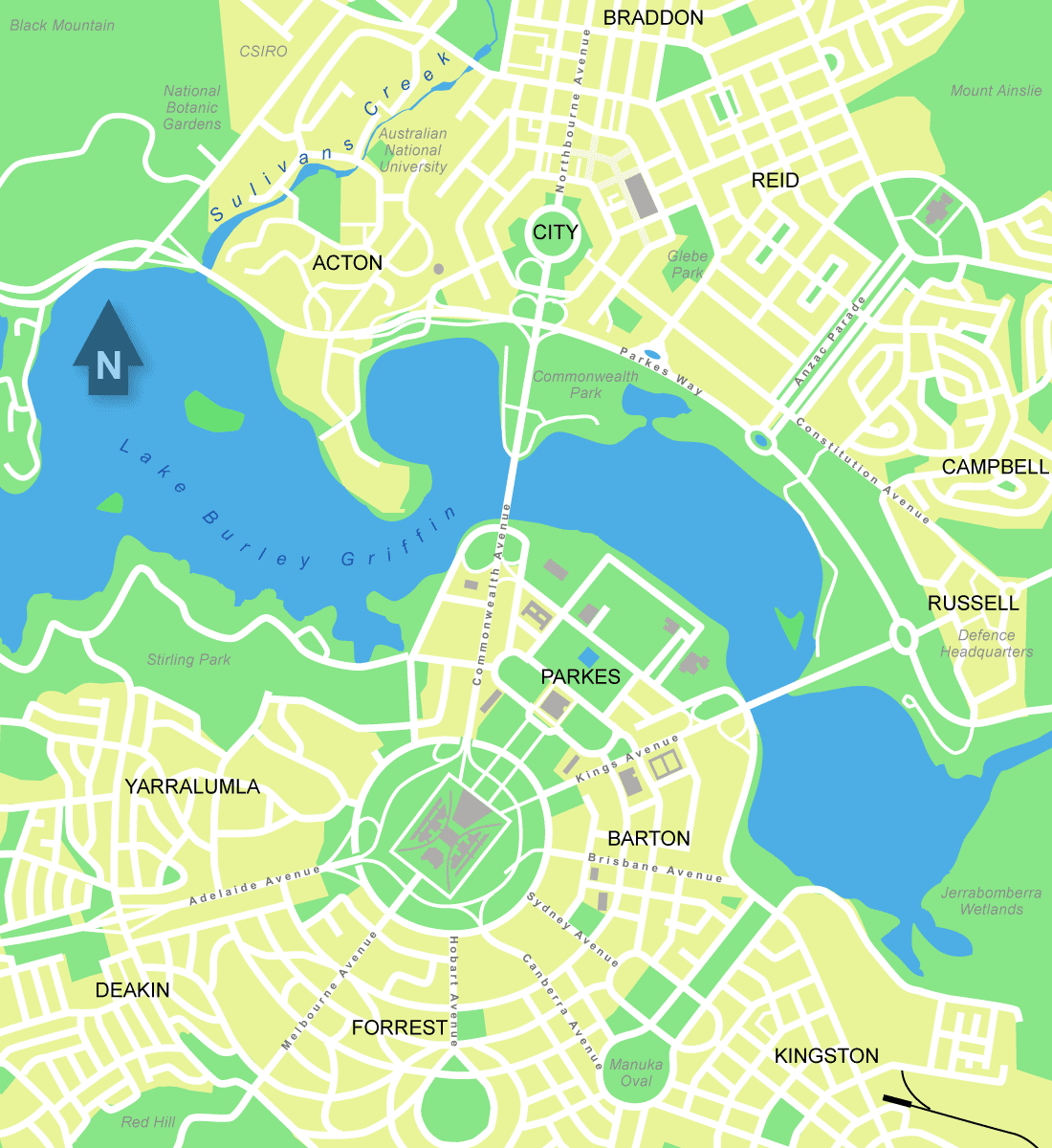
Plan du centre-ville de Canberra.

Canberra est une ville nouvelle construite sur les plans de Walter Burley Griffin, un des plus grands architectes américains du XXe siècle. Les routes principales suivent une disposition en rayon de roue plutôt que le quadrillage traditionnel. Le centre de la ville est situé à l'intersection de deux axes perpendiculaires : un axe de l'eau de direction est-ouest centré sur le lac Burley Griffin et un axe de terre de direction nord-sud utilisé pour les cérémonies, partant du Parlement sur Capital Hill et allant par l'avenue de l'ANZAC Parade jusqu'au mémorial de la guerre au pied du Mont Ainslie. L'axe longeant la rive nord du lac est appelé axe municipal et correspond maintenant à la « Commonwealth Avenue » qui est une des limites de la zone connue sous le nom de « triangle du parlement » (Parliamentary Triangle) limitée outre la « Commonwealth Avenue » qui va de la Capital Hill au Civic Centre près de City Hill, par la « Constitution Avenue » qui va de City Hill au quartier de la défense sur Russell Hill et par la « Kings Avenue » qui ferme le triangle en revenant à Capital Hill. La banlieue de Canberra ne suit pas cette disposition géométrique rigoureuse.
Les différentes zones urbaines de la ville sont organisées en une hiérarchie d'unités de plus en plus petites allant de l'arrondissement (district) au quartier local (suburb) en passant par les centres urbains et les quartiers aussi bien pour les zones industrielles que pour les zones résidentielles. La ville est divisée en sept arrondissements, chacun d'entre eux étant divisé en unités plus petites : la plupart des quartiers disposent d'un centre-ville qui est le siège des centres commerciaux et sociaux.
Les différents districts ont été organisés selon l'ordre chronologique suivant : 
- Canberra Central, constitué surtout dans les années 1920 et 1930, qui a continué de grandir jusque dans les années 1960[21] et qui est divisé en 25 quartiers regroupés traditionnellement en Canberra Nord et Canberra Sud ;
- Woden Valley, constitué en 1963[22], 13 quartiers ;
- Belconnen, constitué en 1967[22], 25 quartiers ; (1 n'est pas encore achevé)
- Weston Creek, constitué en 1969[23], 8 quartiers ;
- Tuggeranong, constitué en 1974[24], 19 quartiers ;
- Gungahlin, constitué au début des années 1990, regroupe 12 quartiers en 2010, 6 restent à construire.
- Molonglo Valley commencé en 2010 avec 13 quartiers prévus.

Le district de Canberra Central porte nettement la marque de sa conception par Walter Burley Griffin,,. En 1967, la « Commission Nationale de Développement de la Capitale » a adopté le « plan en Y » qui prévoyait le futur développement de Canberra autour d'une série de centres commerciaux appelés « centres urbains » reliés par de grands axes routiers, l'ensemble ayant grossièrement la forme d'un Y majuscule avec l'arrondissement de Tuggeranong à la base du Y et les arrondissements de Belconnen et de Gungahlin situés à l'extrémité des bras du Y.
Le développement de Canberra a été surveillé de près par le gouvernement, tant à travers les plans d'occupation des sols que les contrats d'utilisation des concessions qui limitent strictement les conditions d'utilisation des parcelles. Tous les terrains sont cédés pour des contrats de 99 ans mais la plupart des contrats sont maintenant gérés par le gouvernement du Territoire et non plus par le gouvernement fédéral. La ville connaît des demandes incessantes d'une plus grande liberté de construction.
Les équipements communautaires et les écoles sont souvent situés à proximité des centres commerciaux. Beaucoup de quartiers portent le nom d'anciens premiers ministres, d'australiens célèbres, de premiers colons ou des noms aborigènes. Les rues ont un nom correspondant à un thème particulier : par exemple les rues de Duffy portent le nom de grands barrages, les rues de Page celles de biologistes ou de naturalistes. La plupart des ambassades sont situées dans les quartiers de Yarralumla, Deakin et O'Malley. Il y a trois zones d'industries légères : les quartiers de Fyshwick, Mitchell et Hume.
La ville est très aérée, on y trouve notamment de nombreux parcs où sont dispersés les ministères, pour cette raison les citadins qui s'y rendent sont souvent perturbés et ont du mal à se repérer dans cette « cité-jardin ».
L'agglomération de Canberra a une population relativement modeste pour une capitale et elle s'étale sur une superficie de 814,2 km2 pour la ville (Paris a une superficie de 105,4 km2), 2 358 pour le territoire et forme schématiquement un immense parc de 40 kilomètres sur 60 dans lequel sont dispersés pas moins de 131 quartiers (suburbs) qui disposent chacun d'un petit centre commercial. Ces quartiers constituent ainsi 131 petits villages isolés les uns des autres.

### Énergie
Le 1er janvier 2020 la capitale pourrait devenir la première - hors d'Europe - à complètement passer des énergies fossiles aux renouvelables. En 2019, seuls sept grandes collectivités dans le monde produisent ou achètent l'équivalent de 100% de leur consommation d'électricité à partir de sources renouvelables.

### Climat

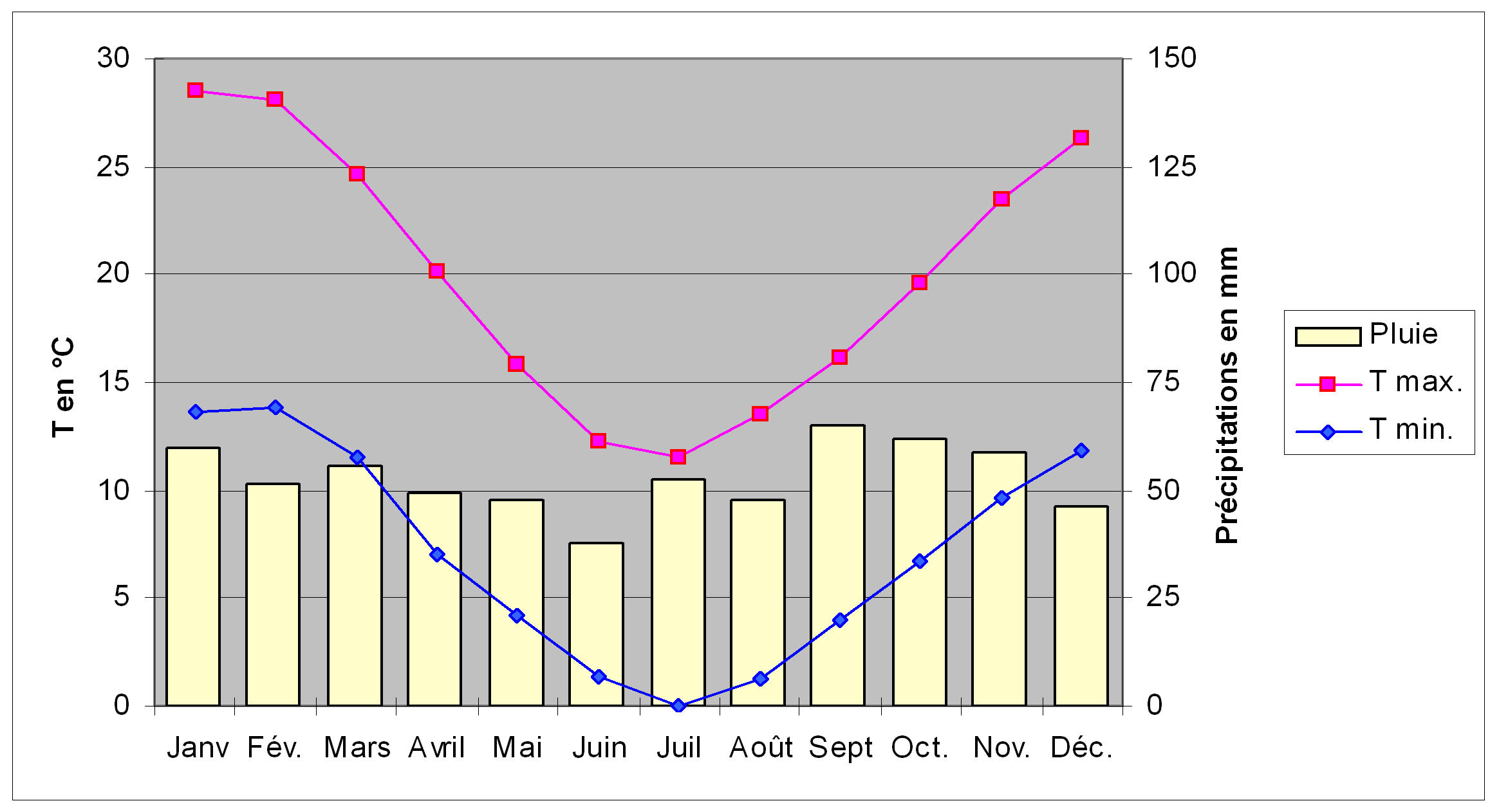
Thermométrie et pluviométrie à Canberra
(source : Bureau of Meteorology).

Canberra a un climat océanique (Köppen: Cfb).
Canberra a quatre saisons distinctes à cause de sa latitude, de son altitude et de sa distance à la mer. Les climats de la plupart des régions côtières de l'Australie, comme c'est le cas pour toutes les capitales d'État en Australie, sont tempérés par la proximité de la mer.
Canberra a des étés chauds et secs, des hivers froids avec des brouillards épais et de fréquents jours de gel, mais a de rares chutes de neige dans le centre-ville et les régions avoisinantes. La température maximale jamais atteinte est de 44,0 °C le 4 janvier 2020. La température la plus basse est de −10,0 °C le 11 juillet 1971.
La neige tombe en faible quantité environ un an sur trois mais généralement seulement sur certains endroits de la ville et elle fond rapidement. Il pleut tout au long de l'année mais les plus fortes précipitations ont lieu à la fin du printemps. Des orages sont possibles d'octobre à avril par suite des grosses chaleurs de l'été austral et de la proximité des montagnes.
| Mois                                | jan.  | fév.  | mars  | avril | mai  | juin | jui.  | août | sep. | oct.  | nov. | déc.  | année   |
| ----------------------------------- | ----- | ----- | ----- | ----- | ---- | ---- | ----- | ---- | ---- | ----- | ---- | ----- | ------- |
| Température minimale moyenne (°C)   | 14    | 13,8  | 10,9  | 6,6   | 3,4  | 1,6  | 0,3   | 1,2  | 4    | 6,7   | 9,6  | 12,1  | 7       |
| Température moyenne (°C)            | 21,4  | 20,8  | 17,9  | 13,7  | 10   | 7,3  | 6,2   | 7,5  | 10,4 | 13,4  | 16,5 | 19,3  | 13,7    |
| Température maximale moyenne (°C)   | 28,8  | 27,8  | 24,9  | 20,7  | 16,6 | 12,9 | 12,1  | 13,8 | 16,8 | 20,1  | 23,4 | 26,5  | 20,4    |
| Record de froid (°C)                | 1,6   | 2,8   | −1,1  | −3,7  | −7,5 | −8,5 | −10   | −8,5 | −6,8 | −3,4  | −1,8 | 0,3   | −10     |
| Record de chaleur (°C)              | 44    | 42,7  | 37,5  | 32,6  | 24,5 | 20,1 | 19,7  | 24   | 30,2 | 32,7  | 39,9 | 41,6  | 44      |
| Ensoleillement (h)                  | 294,5 | 254,3 | 251,1 | 219   | 186  | 156  | 179,8 | 217  | 231  | 266,6 | 267  | 291,4 | 2 813,7 |
| Précipitations (mm)                 | 61,3  | 55,2  | 37,6  | 27,3  | 31,5 | 50   | 44,3  | 43,1 | 55,8 | 50,9  | 68,4 | 54,1  | 579,5   |
| Nombre de jours avec précipitations | 6,8   | 6,7   | 5,7   | 5,4   | 6,3  | 9,7  | 10    | 8,5  | 9,8  | 9,1   | 10,2 | 7,2   | 95,4    |
| Humidité relative (%)               | 37    | 40    | 42    | 46    | 54   | 60   | 58    | 52   | 49   | 47    | 41   | 37    | 47      |

## Histoire
Avant l'arrivée des Européens, la région de Canberra était occupée de façon saisonnière par des tribus aborigènes. L'anthropologue Norman Tindale estime que le principal groupe ayant occupé la région était les Ngunnawals alors que les Walgalu vivaient au sud, les Ngarigos au sud-est, les Gundungurras au nord, les Yuins sur la côte et les Wiradjuris à l'ouest. Les preuves archéologiques de cette colonisation sont des cavernes avec des peintures et gravures rupestres, des lieux de sépulture, des sites d'anciens camps et carrières, des outils et des amoncellements de pierres. Les recherches archéologiques dans la région suggèrent que la zone était habitée depuis au moins 21 000 ans. Le nom même de « Canberra » vient d'un mot du dialecte de la population Ngabri, un clan de la tribu Ngunnawal. Le mot « Kanbarra » désigne la « place de réunion » dans le vieux langage Ngunnawal. Le nom indiquait apparemment que l'endroit servait de lieu de réunion coutumier pendant les migrations des peuples aborigènes de la région qui venaient là chaque année au printemps pour consommer les bogongs, de gros papillons de nuit qui traversent la région au printemps.

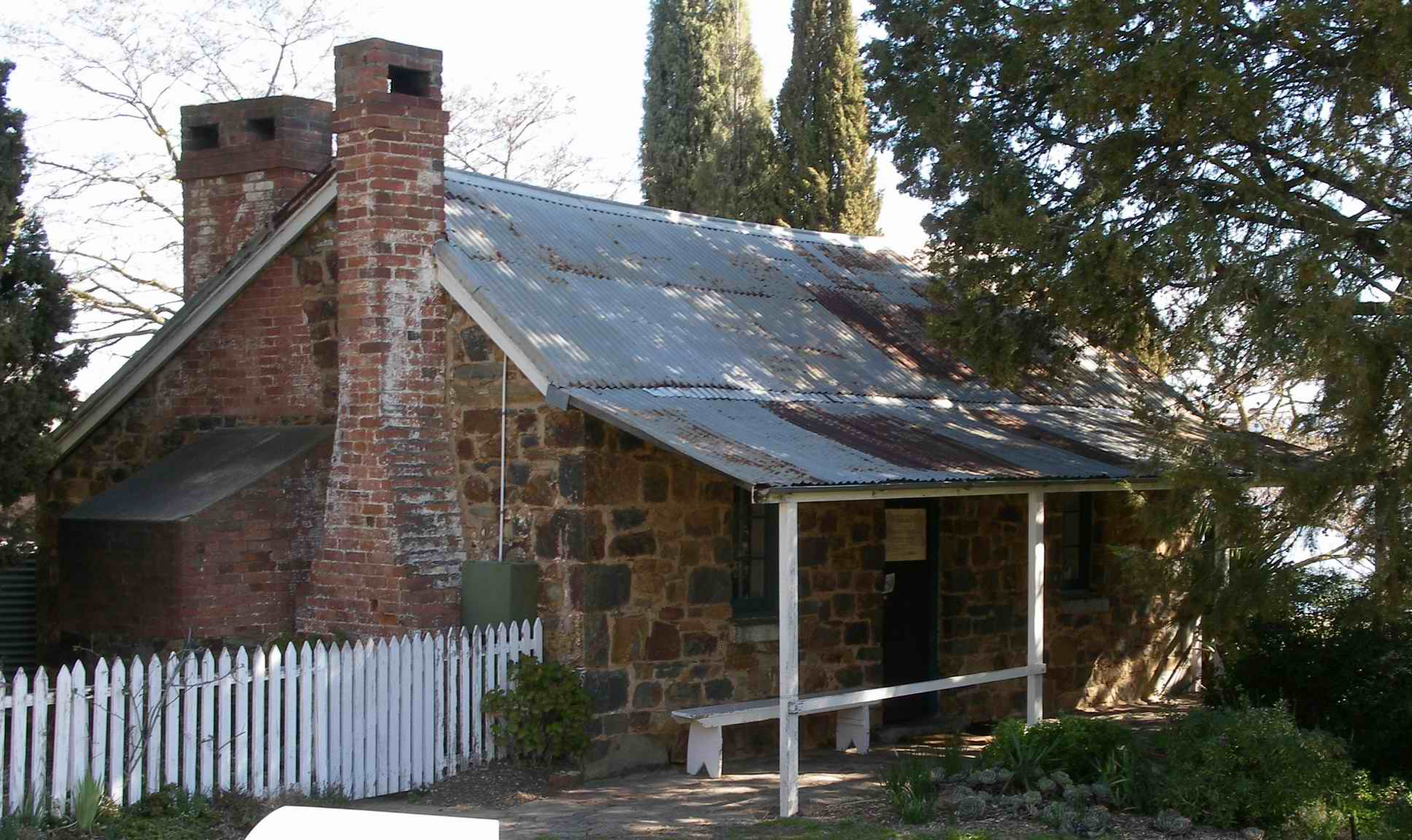
Le Blundells' Cottage, construit dans les années 1860, est l'un des rares bâtiments de l'époque existant encore actuellement à Canberra

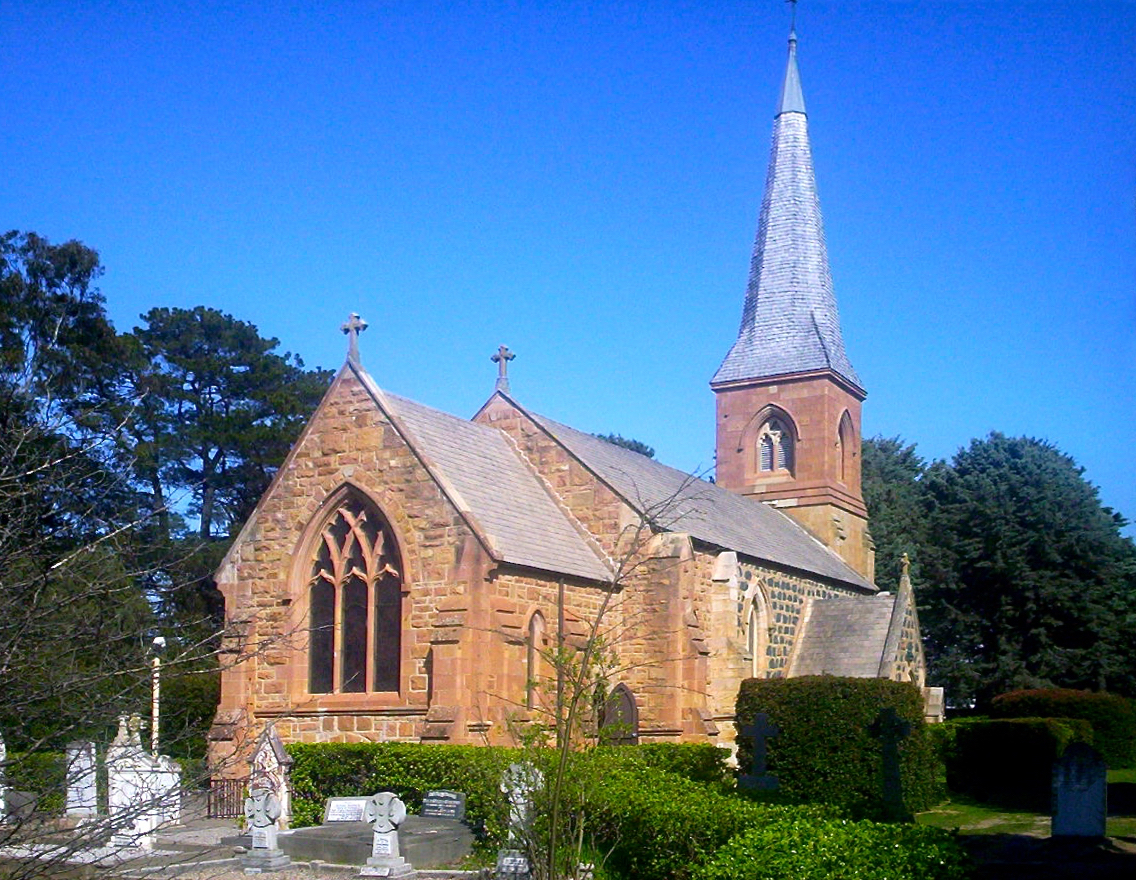
L'église anglicane de St Jean le baptiste est le plus vieux monument de Canberra (1845).

Les premiers Européens commencèrent à explorer la région dès le début des années 1820,. Il y eut d'abord quatre expéditions dans la région entre 1820 et 1824,. Le premier peuplement blanc date vraisemblablement de 1824 quand un appentis fut construit sur l'actuelle péninsule Acton par des vachers employés par Joshua John Moore. Celui-ci acheta finalement l'endroit en 1826 et appela sa propriété Canberry. La population européenne de la région continua de croître lentement au XIXe siècle. Parmi ces colons se trouvait la famille Campbell de « Duntroon » ; leur imposante maison de pierre est l'actuelle cantine des officiers du Collège militaire royal de Duntroon. Les Campbells favorisèrent l'installation d'autres familles de fermiers qui vinrent travailler sur leurs terres comme les Southwells de « Weetangera ». D'autres colons qui furent parmi les premiers à s'installer furent les familles alliées Murray et Gibbes, qui possédèrent la propriété de Yarralumla — l'actuel siège de la résidence du gouverneur général d'Australie — des années 1830 jusqu'en 1881. Le plus vieux bâtiment existant dans le centre-ville est l'église anglicane de Saint Jean-Baptiste, dans le quartier de Reid, église qui fut consacrée en 1845,. Le cimetière de l'église contient les tombes de nombreux pionniers. Au fur et à mesure que la population européenne augmentait, celle des Aborigènes diminuait principalement par suite de maladies comme la variole ou la rougeole.

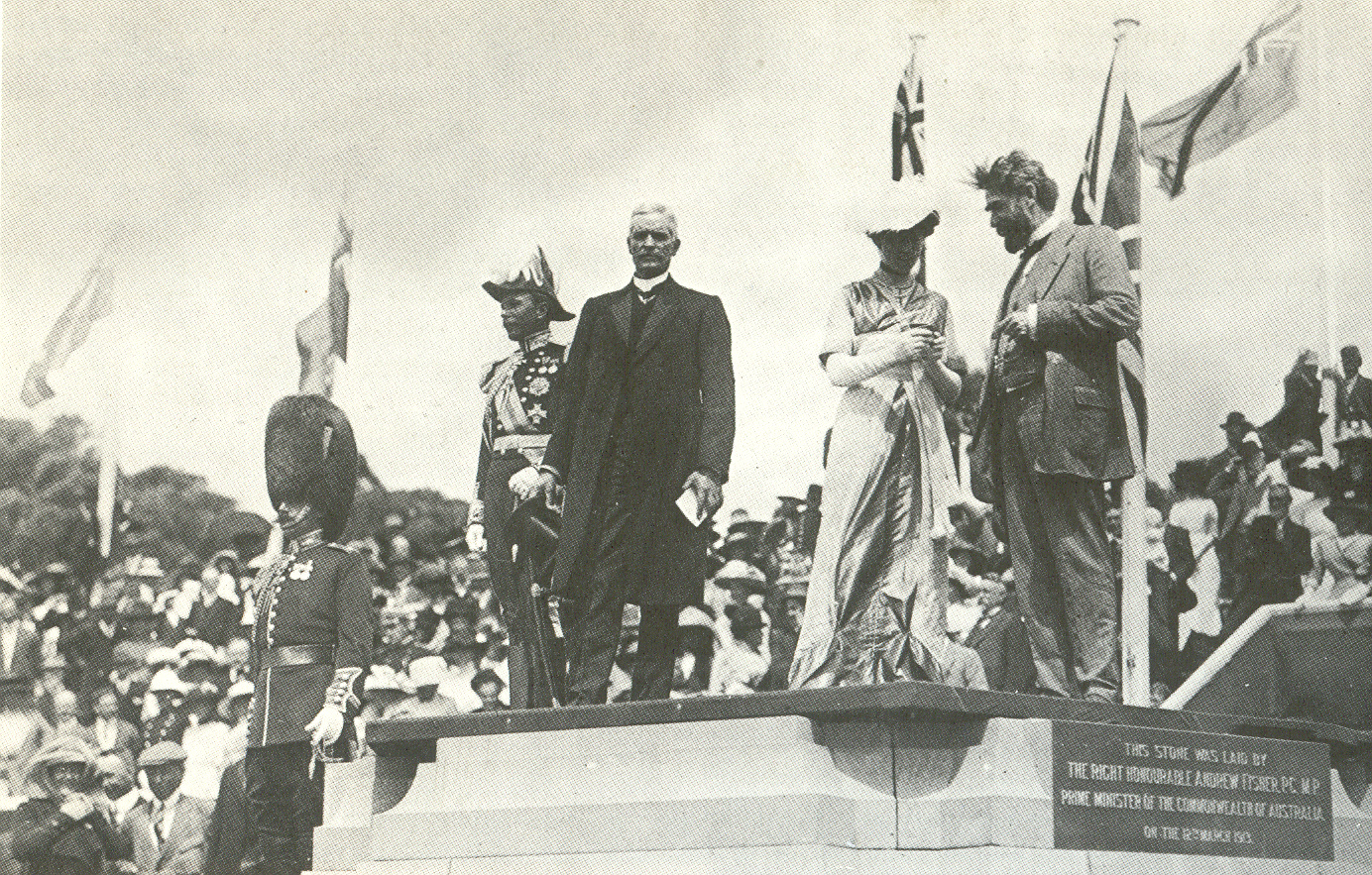
Inauguration de la ville le 12 mars 1913.

Le changement de statut et le passage de la région de simple zone rurale de Nouvelle-Galles du Sud au statut de capitale fédérale commencèrent à être envisagés dès les premiers débats sur la création d'une fédération australienne à la fin du XIXe siècle,. Après une longue controverse entre Sydney et Melbourne pour savoir laquelle des deux villes deviendrait capitale fédérale, le compromis suivant fut adopté : la capitale fédérale serait située en Nouvelle-Galles du Sud, à plus de 100 kilomètres de Sydney et Melbourne assurerait le rôle de capitale provisoire le temps que la nouvelle capitale soit achevée de construire. Le site de Canberra fut choisi en 1908, après un travail exploratoire fait par le topographe du gouvernement Charles Scrivener. La Nouvelle-Galles du Sud céda au gouvernement fédéral l'actuel territoire de la capitale australienne. À la suite d'un concours international organisé par le Ministère de l'Intérieur qui se déroula le 1er janvier 1910, le projet de Walter Burley Griffin et Marion Mahony Griffin fut retenu, et, en 1913, Griffin fut nommé directeur de la conception et de la construction de la capitale fédérale et les travaux purent démarrer. Le 12 mars 1913, la ville reçut son nom officiel lors d'une cérémonie présidée par Lady Denman, la femme du gouverneur général d'Australie de l'époque Thomas Denman, cérémonie qui se déroula à Kurrajong Hill, renommée depuis Capital Hill et site de l'actuel Parlement australien. Depuis, on fête ce jour appelé Canberra Day par un jour de congé dans la ville et tout le territoire de la capitale australienne le second lundi de mars.

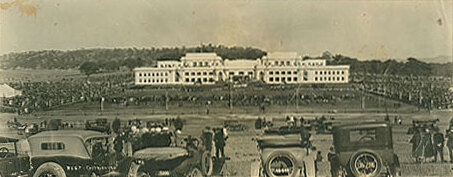
L'inauguration du Parlement en mai 1927

Le gouvernement s'installa officiellement à Canberra le 9 mai 1927 avec l'inauguration du parlement provisoire. Le premier ministre, Stanley Bruce, avait déjà pris officiellement ses fonctions quelques jours plus tôt à The Lodge. Le développement de la ville tel qu'il avait été prévu fut ralenti de manière significative au cours de la dépression des années 1930 et au cours de la Seconde Guerre mondiale. Les quelques projets prévus à l'époque comme la construction de cathédrales anglicane et catholique ne furent jamais achevés. Le développement de la ville a repris et dépasse aujourd'hui ce qui avait été prévu à l'origine.
De 1920 à 1957, trois organismes vont s'occuper successivement de la capitale : le Federal Capital Advisory Committee, la Federal Capital Commission et le National Capital Planning and Development Committee. Ils sont chargés de planifier l'expansion de Canberra en l'absence de Griffin, mais ils n'ont qu'un pouvoir consultatif et les décisions sont prises sans les consulter, ce qui augmente l'inefficacité du système.
Immédiatement après la fin de la guerre, on reprochait à Canberra de ressembler à un village, et ses bâtiments construits sans aucune coordination lui donnaient un aspect affreux. Canberra a souvent été décrite par dérision « comme plusieurs banlieues à la recherche d'une ville ». Le Premier ministre Robert Menzies considérait la capitale nationale comme une honte. Au fil du temps son attitude a cependant changé allant du mépris à l'intérêt, jusqu'à devenir un acteur majeur du développement de Canberra. Il remplaça deux ministres chargés du développement de la ville pour leurs performances médiocres. Il a gouverné pendant plus d'une décennie et pendant ce temps la capitale s'est développée rapidement,. La population a augmenté de plus de 50 % pendant chaque période de cinq ans de 1955 à 1975. Plusieurs ministères du gouvernement, ainsi que les fonctionnaires qui y étaient affectés furent transférés de Melbourne à Canberra après la guerre. Plusieurs projets d'urbanisme furent menés à bien pour adapter le développement de la ville à la population. Les quartiers de Canberra nord et Canberra sud furent développés dans les années 1950, ceux de Woden Valley et de Belconnen commencèrent à être construits respectivement au milieu et à la fin des années 1960. Un grand nombre de ces nouvelles banlieues furent nommées d'après les hommes politiques australiens, tels que Barton, Deakin, Reid, Braddon, Curtin, Chifley et Parkes.
La plus grande partie de cette expansion doit être attribuée à la National Capital Development Commission (NCDC) créée en 1957 avec des pouvoirs exécutifs et qui a remplacé les précédents organismes consultatifs inefficaces. La NCDC a mis fin à quatre décennies de conflits sur la forme et les aménagements du lac Burley Griffin, la pièce maîtresse du projet de Griffin et les travaux furent achevés en 1964 après quatre années de travail. L'aménagement des abords du lac s'acheva par la construction de la plate-forme qui devait servir au développement du Triangle parlementaire. Depuis, divers autres bâtiments d'importance nationale ont aussi été construits sur ses rives.
L'université nationale australienne récemment construite fut agrandie et des sculptures et des monuments furent mis en place. Une nouvelle Bibliothèque nationale puis la Haute Cour et la National Gallery furent construites dans le Triangle parlementaire,.

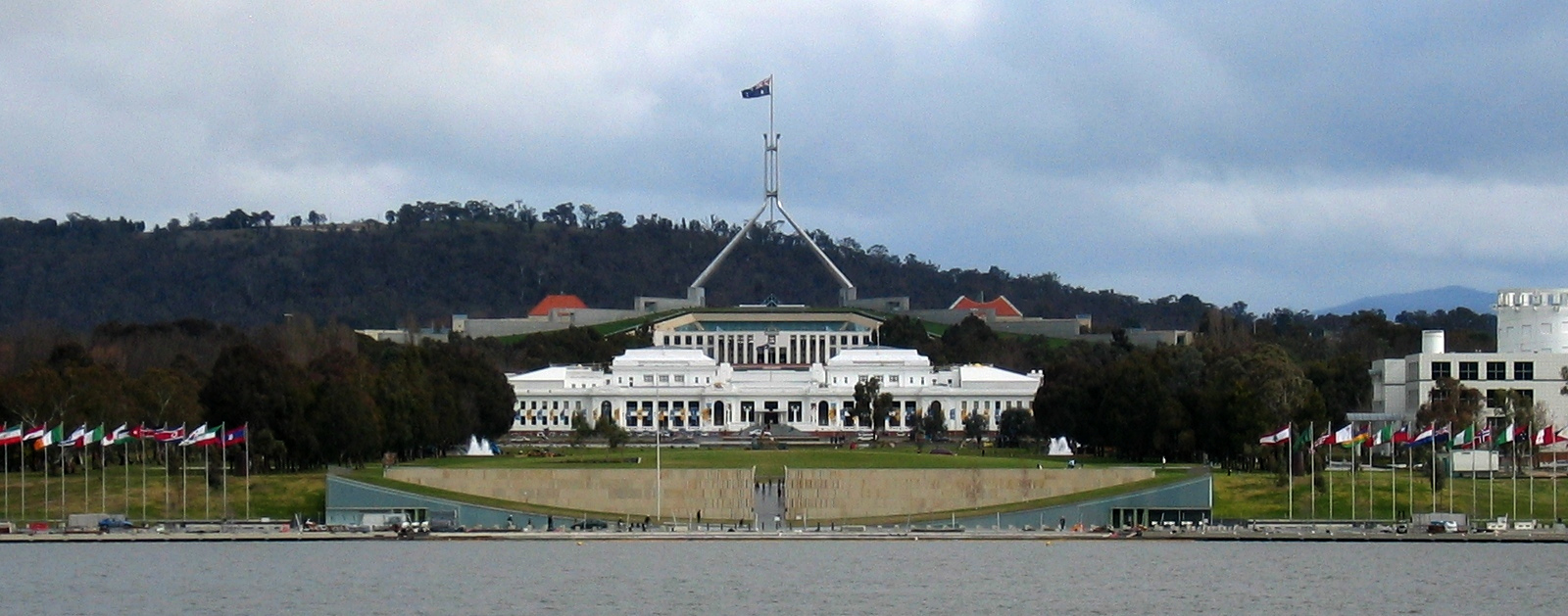
Deux des principaux monuments de Canberra : le Parlement et l'ancien Parlement (au premier plan). La place de la fédération longe le lac et abrite les mâts de drapeau.

Le 27 janvier 1972 la tente ambassade aborigène fut installée pour la première fois sur les pelouses du Parlement. Elle a pour but de rappeler les droits des indigènes et le problème des terres et est occupée en permanence depuis 1992.
Le 9 mai 1988, un nouveau parlement plus spacieux fut mis en service à Capital Hill pour le bicentenaire de la création de l'Australie « européenne », et les parlementaires ont abandonné leur ancien bâtiment devenu l'« Old Parliament House ».
En décembre 1988, le territoire de la capitale australienne a obtenu d'avoir son propre gouvernement autonome à la suite d'un vote du parlement fédéral. Les premières élections eurent lieu en février 1989 ; une assemblée législative formée de 17 membres siégea pour la première fois dans ses locaux à London Circuit, Civic, le 11 mai 1989. Les travaillistes eurent la majorité dans le premier gouvernement conduit par le Ministre en chef Rosemary Follett, qui fut ainsi la première australienne nommée à la tête d'un gouvernement.
Le 18 janvier 2003, des quartiers de Canberra furent détruits par un feu de forêt qui tua quatre personnes, détruisit 491 maisons et la plus grande partie des télescopes et des bureaux de l'observatoire du Mont Stromlo rattaché à l'université nationale australienne.

## Gouvernement

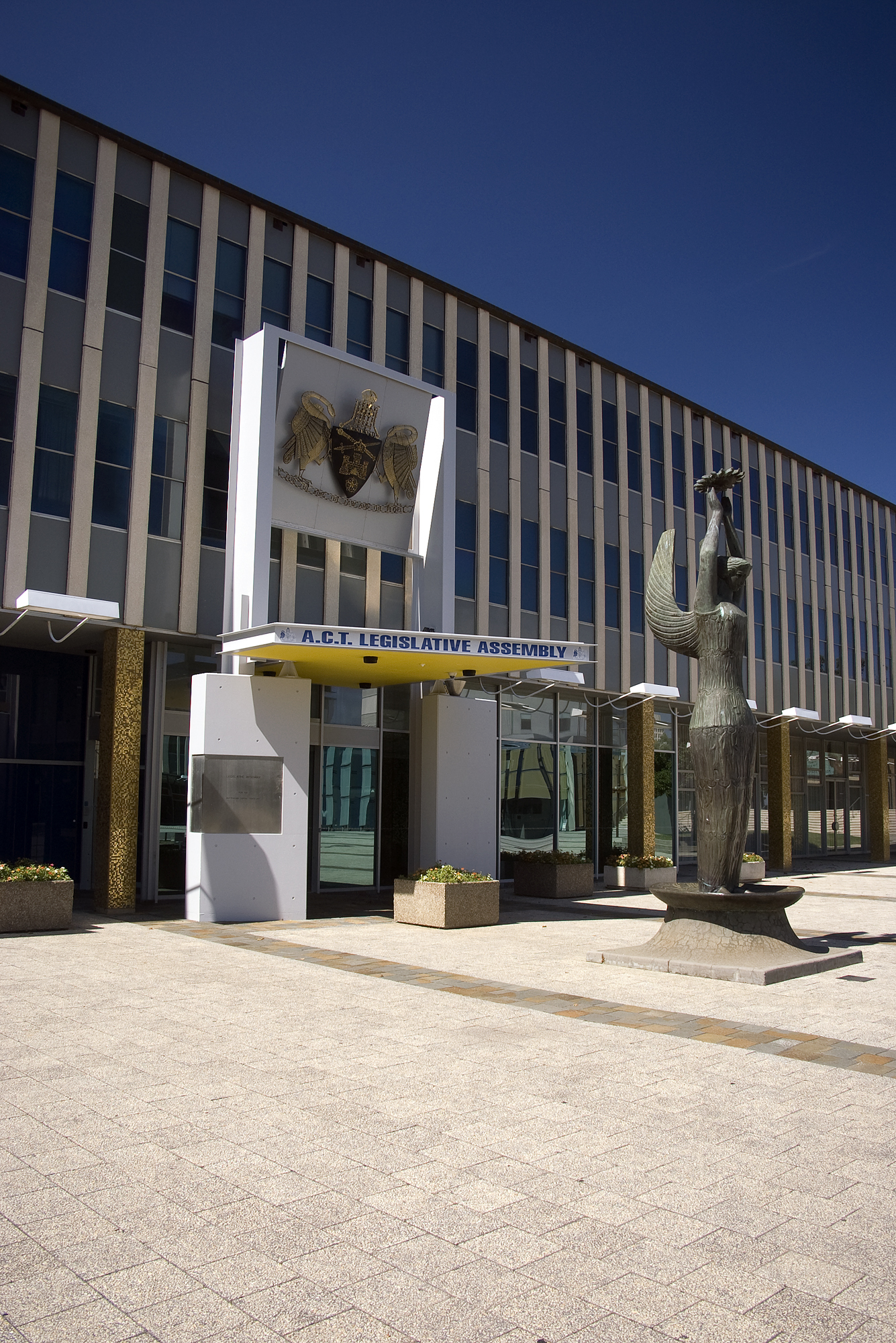
L'assemblée législative du territoire de la capitale australienne
et la statue Ethos (Tom Bass, 1961)

En dehors de Canberra, le territoire de la capitale australienne (en anglais : « Australian Capital Territory » ou ACT) ne comprend pas de village ayant quelque importance. L'Assemblée législative du Territoire de la capitale australienne (Australian Capital Territory Legislative Assembly) joue un double rôle : celui de conseil municipal et celui de gouvernement du territoire. Elle est formée de vingt-cinq membres élus selon un système de représentation proportionnelle, dans trois circonscriptions électorales qui se répartissent sur le territoire fédéral. Ces trois circonscriptions sont celles de Molonglo, Ginninderra et Brindabella qui élisent respectivement sept, cinq et cinq membres.
Le Ministre en chef du Territoire de la capitale australienne (Chief Minister of the Australian Capital Territory) est élu par les membres de l'assemblée et celui-ci choisit parmi les autres membres quatre personnes pour devenir ministres et former à eux cinq le gouvernement du territoire appelé officieusement « le cabinet ». Alors que le territoire vote traditionnellement majoritairement pour le parti travailliste au niveau fédéral,, les libéraux ont pu acquérir une importance certaine à l'Assemblée législative de l'ACT et ont même été au pouvoir pendant un peu plus de huit des 21 années de l'histoire de l'Assemblée, principalement au cours d'une période de six ans et demi à partir de 1995 et 2001, quand le parti travailliste a repris le pouvoir. Lors de l'élection de 2004, le Parti travailliste, dirigé par le ministre en chef, Jon Stanhope, a remporté neuf des 17 sièges et a formé un gouvernement majoritaire, mais après l'élection de 2008 il a dû former un gouvernement de coalition avec les Verts,.
Le gouvernement fédéral garde quelque influence sur le gouvernement du territoire. Sur le plan administratif, c'est surtout la « direction nationale de la capitale » qui est responsable des plannings et du développement des zones primordiales de Canberra. Il s'agit des parties d'importance nationale ou qui font partie de la zone centrale des plans de Griffin pour Canberra comme le triangle du Parlement, les grands axes routiers et de parades, ainsi que les zones que le gouvernement fédéral tient en réserve et qui forment pour certaines une partie du parc naturel de Canberra,,. Le gouvernement fédéral garde aussi un certain contrôle sur l'Assemblée du Territoire grâce aux dispositions de la loi de 1988 sur le gouvernement du Territoire. Cette loi fédérale sert de constitution pour le gouvernement de l'État et limite les domaines de compétence de l'assemblée du territoire.
La police fédérale australienne (AFP) fournit tous les services de police du territoire à la suite d'un accord contractuel entre les deux gouvernements. Pour ce faire l'AFP a une branche spéciale affectée à cette tâche l’ACT Policing (Police de l'ACT). Les personnes qui doivent être jugées pour des délits le sont suivant leur gravité, soit par l'« ACT Magistrate's Court », soit, pour les fautes plus graves, par l'« ACT Supreme Court »,. Les prisonniers en attente de jugement sont gardés dans le centre de rétention de Belconnen et jusqu'à récemment, en l'absence de prison sur le sol de l'ACT, ils purgeaient leur peine dans un centre de rétention de Nouvelle-Galles du Sud. Une prison neuve, le complexe pénitentiaire Alexander Maconochie, a été inaugurée officiellement le 11 septembre 2008 par Jon Stanhope. Le coût total de construction a été de 130 millions de dollars. Il existe aussi des tribunaux de droit civil et des affaires familiales,.

## Économie

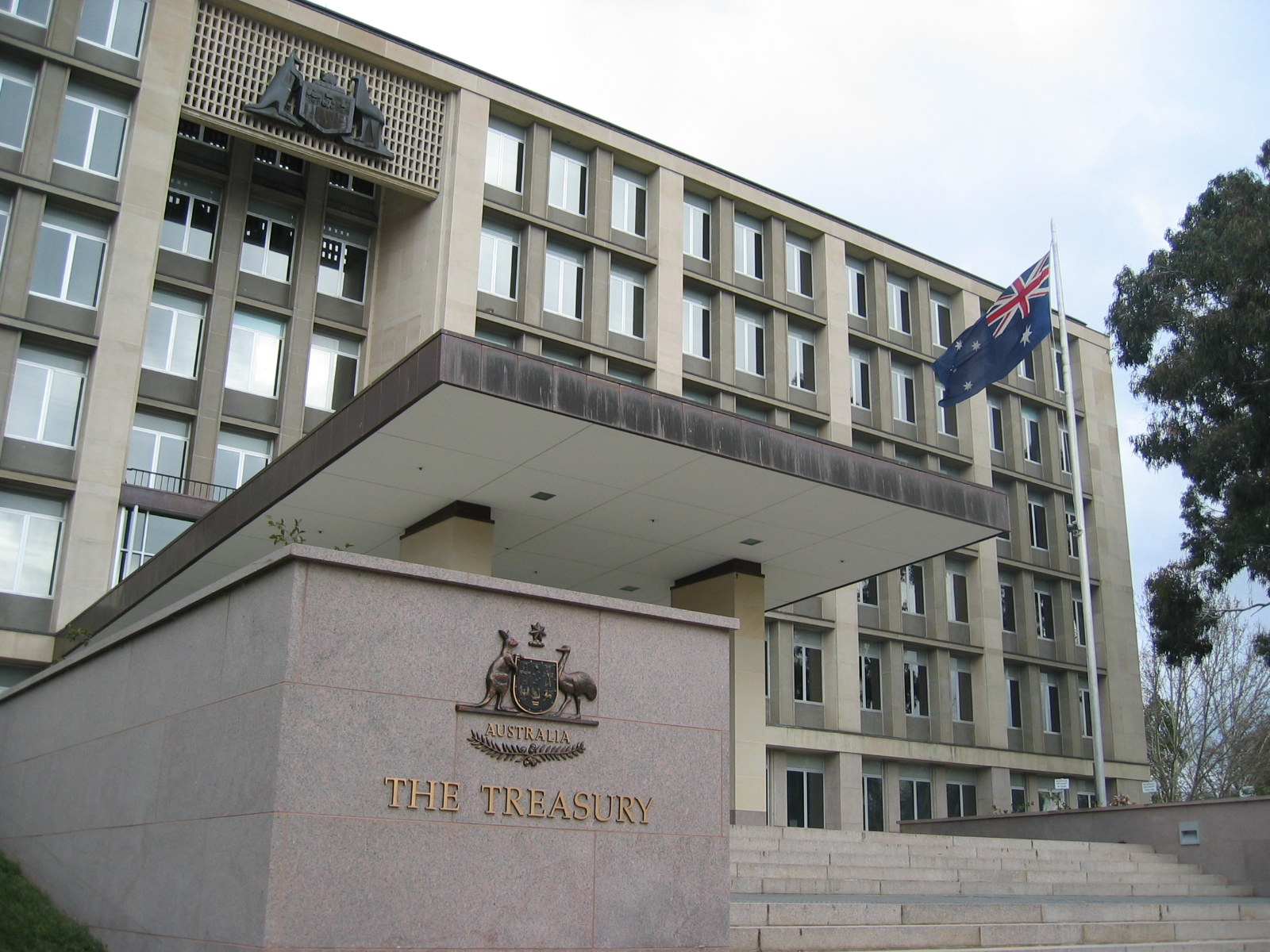
De nombreux habitants de Canberra sont employés par les ministères comme ici le ministère des Finances.

Au début de 2010, le taux de chomage était de 3,9 % à Canberra, bien en dessous du chiffre national de 5,3 %, avec un manque de main d'œuvre dans certains secteurs. À cause du faible taux de chômage et des salaires élevés dans les secteurs public et commercial, les habitants de Canberra ont le plus fort revenu moyen de toutes les capitales australiennes. Il est en novembre 2009 de 1 392 AUD hebdomadaires contre 1 223,30 pour l'ensemble du pays. Le prix moyen d'une maison à Canberra était, en septembre 2009, de 511 820 AUD plus bas qu'à Sydney mais supérieur aux prix à Melbourne, Perth et d'autres grandes villes,. Au premier trimestre 2009, le prix moyen de location d'un quatre pièces était de 420 AUD par semaine, le troisième de toute l'Australie.
Les principales sources de revenus de la ville viennent de l'administration gouvernementale qui a fourni à elle seule 31 % du Produit Brut Territorial en 2008-2009 et employé plus de 40 % des salariés de Canberra,. Les principaux employeurs du secteur public sont le parlement et les différents ministères comme le ministère de la défense, des finances, des affaires étrangères et du commerce. Beaucoup d'établissements des forces armées sont situés dans ou à proximité de Canberra, les plus connus étant les États-Majors des forces armées et l'ancien centre Harman de communications des forces maritimes converti en dépôt des trois armes. L'aéroport international de Canberra a racheté l'ancienne base aérienne de Fairbairn, qui le jouxtait mais la base sert toujours pour les vols des membres importants du gouvernement,.
Un nombre croissant de sociétés commercialisant des services informatiques se sont installées à Canberra pour profiter du grand nombre d'utilisateurs potentiels. Les plus connues d'entre elles sont « Tower Software » et « RuleBurst »,. Un consortium d'investisseurs privés et publics envisage actuellement d'investir pour un milliard de dollars pour faire de Canberra un des principaux centres de cette activité dans la région Asie-Pacifique. Les sociétés de services immobiliers ou commerciaux, la construction, la santé, le service aux personnes, l'enseignement sont d'autres secteurs importants participant à l'économie de Canberra.

## Démographie

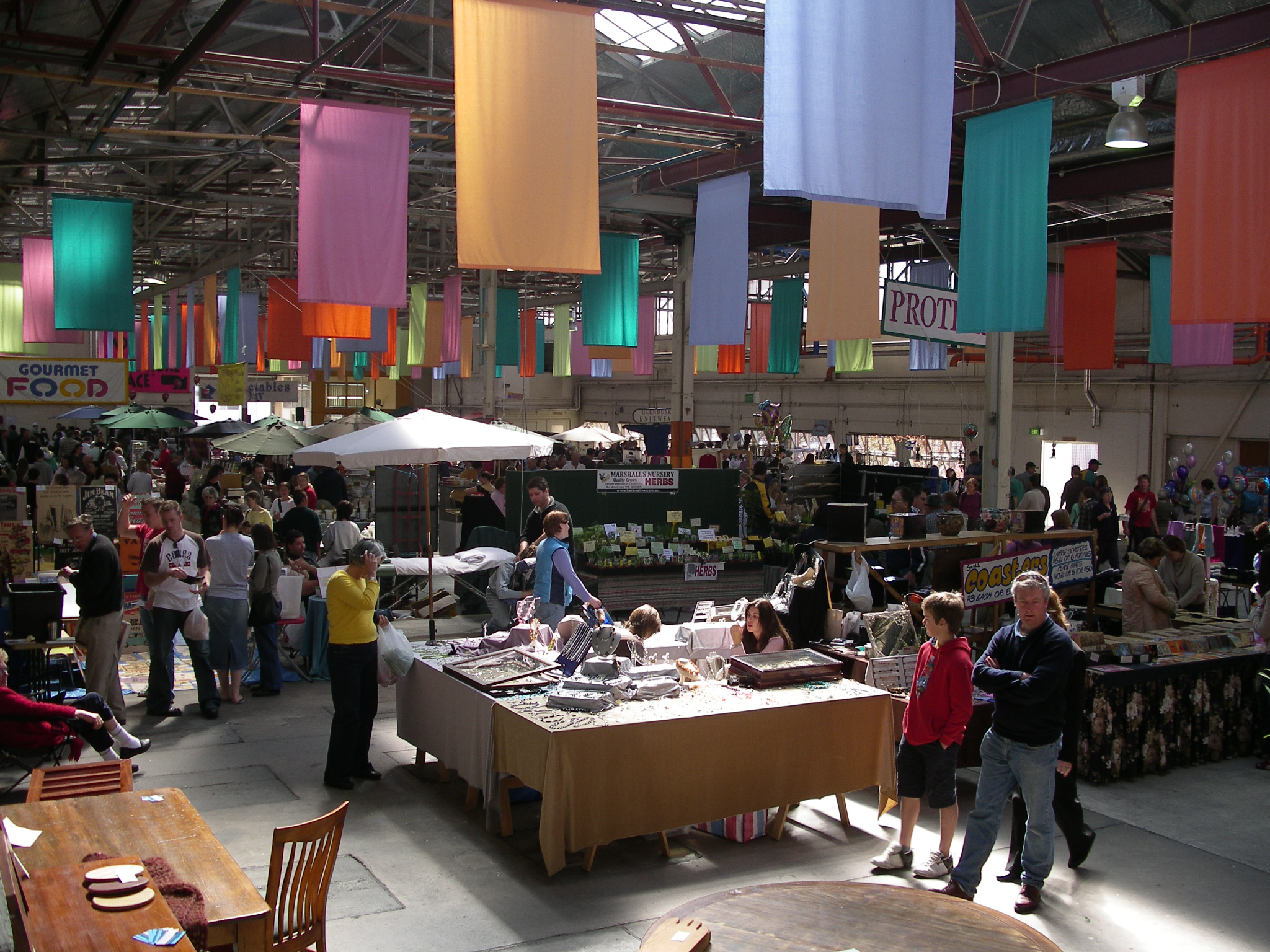
Shopping au marché hebdomadaire de l'Old Bus Depot à Kingston un quartier au sud de Canberra.

En juin 2009, la population de Canberra est estimée à 351 868 habitants, soit une densité de population de 428,6 personnes au km², ce qui est un nombre élevé pour une ville australienne. Le recensement de 2006 a montré que 1,2 % de la population de la ville était d'origine aborigène et que 21,7 % était née à l'étranger, surtout dans des pays de langue anglaise (notamment de Grande-Bretagne et de Nouvelle-Zélande), mais aussi d'Allemagne, d'Italie et du Vietnam. Les derniers immigrants arrivés viennent de l'Asie du Sud ou de l'Est. La plupart des habitants de Canberra parlent l'anglais australien comme première langue mais beaucoup ont une seconde langue comme le chinois, l'italien, le croate ou le grec.
Les habitants de Canberra sont jeunes, très mobiles et d'un bon niveau d'éducation. La moyenne d'âge est de 32 ans et seulement 8,3 % de la population a plus de 65 ans. Entre 1996 et 2001, 61,9 %  de la population est venue s'installer ou a quitté Canberra, ce qui fait que la ville a le deuxième taux de mobilité des capitales australiennes. En mai 2004, 30 % de la population âgée de 15 à 64 ans avait un niveau d'éducation au moins égal à bac plus quatre ce qui est sensiblement plus que la moyenne nationale qui est de 19 %. Environ 50 % des habitants de Canberra se disent chrétiens, le plus souvent catholiques ou anglicans ; moins de 3 % de la population est d'une religion autre que chrétienne et 23 % se disent sans religion.

## Enseignement

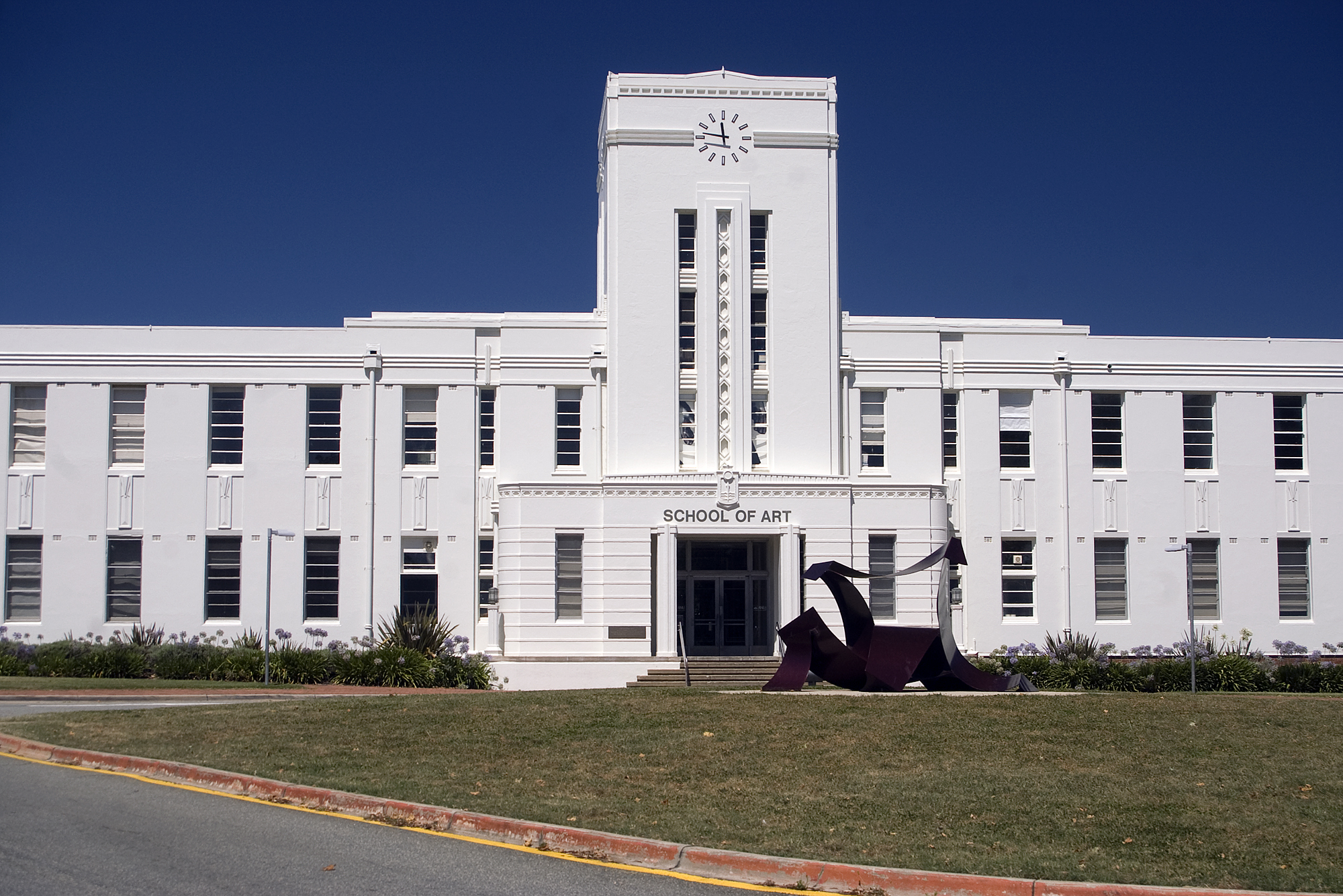
La faculté de lettres de l'Université nationale australienne.

Les deux principaux établissements d'enseignement supérieur sont l'Université nationale australienne (l'ANU) située dans le quartier d'Acton à l'ouest du centre-ville 
et l'Université de Canberra située à Bruce au nord-ouest de la ville. L'ANU fut créée comme unité de recherche en 1946 ; elle continue d'être un important centre de recherche et est classée comme l'une des meilleures universités au monde selon « The Times Higher Education Supplement » et « The Shanghai Jiao Tong World University Rankings ». Ces deux universités ont des campus dans des États d'Australie et à l'étranger. Il y a aussi deux campus universitaires confessionnels à Canberra : Signadou dans le quartier de Watson au nord de Canberra appartient à l'Université catholique australienne ; le collège de théologie de St Mark, voisin du Parlement est un campus dépendant de l'Université Charles Sturt.
L'académie de la défense australienne (ADFA) et le Collège militaire royal de Duntroon sont situés près du quartier de Campbell au nord-est de Canberra. L'ADFA forme des militaires au niveau du deuxième et troisième cycle et est officiellement un campus de l'université de Nouvelle-Galles du Sud ; Duntroon forme les officiers de l'armée australienne. L'Institut de technologie de Canberra est aussi un autre centre d'enseignement supérieur qui dispose de plusieurs campus dans la région.
Enfin Canberra dispose d'une école franco-australienne « Telopea Park School » qui dispense un enseignement mixte français-anglais à 500 élèves de toutes nationalités. Cet établissement est placé sous tutelle conjointe de l'éducation nationale française et de l'Australian Department of Education.
En février 2004, il y avait 140 écoles à Canberra : 96 écoles publiques et 44 privées. En 2006 le gouvernement du territoire a fermé ou fusionné 39 écoles à la fin des années scolaires 2006, 2007 et 2008 mais aussi, après une série de consultations, a dévoilé sa nouvelle politique Towards 2020: Renewing Our Schools. La création d'écoles publiques combinant primaire et secondaire sera mise en route au cours de la décennie 2010. Cette politique a suscité une opposition significative,,. Il est prévu de construire une école primaire et maternelle à proximité de la plupart des banlieues. Ces écoles seront généralement situées près d'espaces verts permettant la pratique de jeux et de sports.

## Culture

### Arts et spectacles

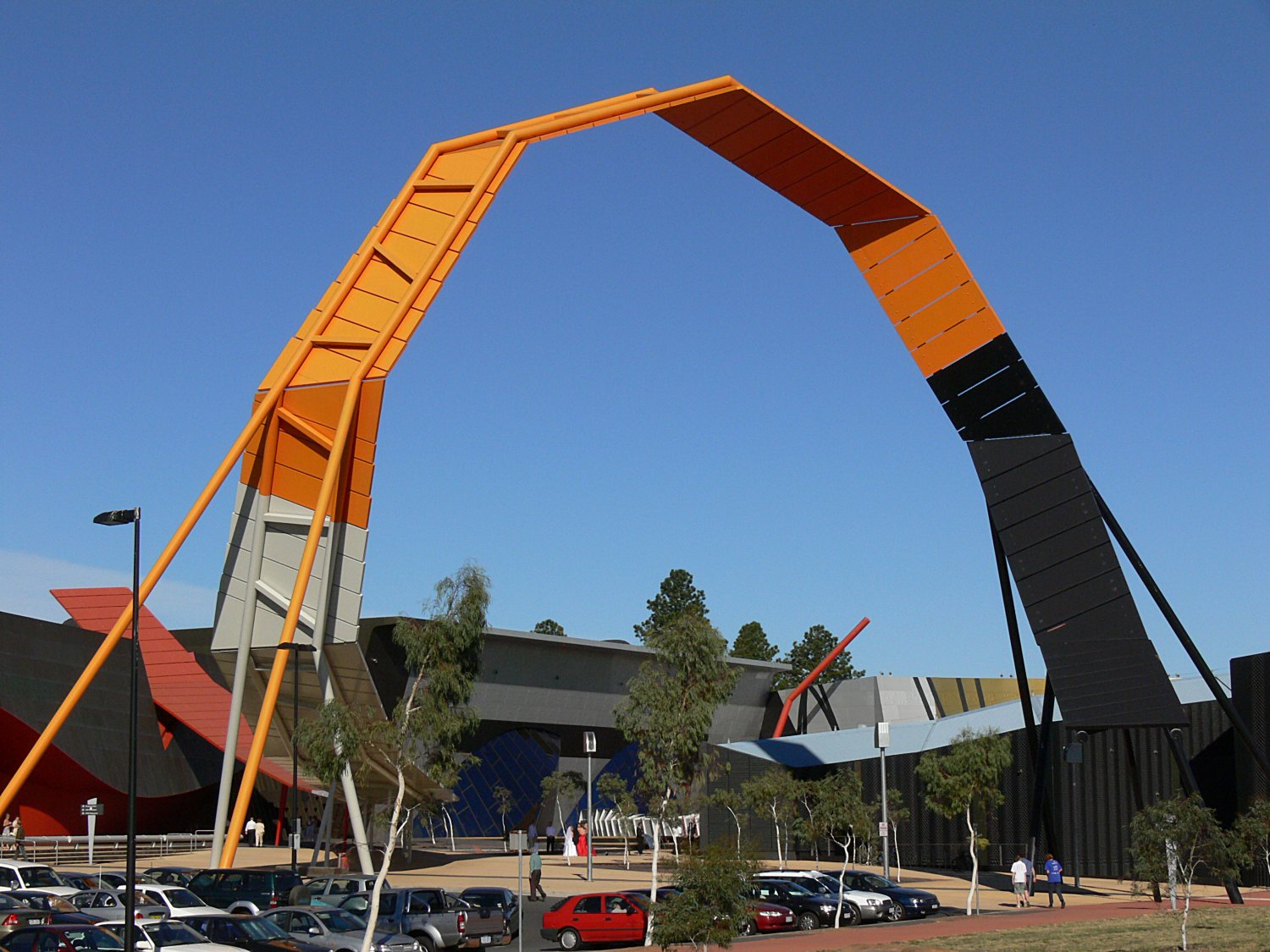
Le National Museum of Australia créé en 2001 conserve l'histoire sociale de l'Australie et est l'un des bâtiments de Canberra les plus innovants.

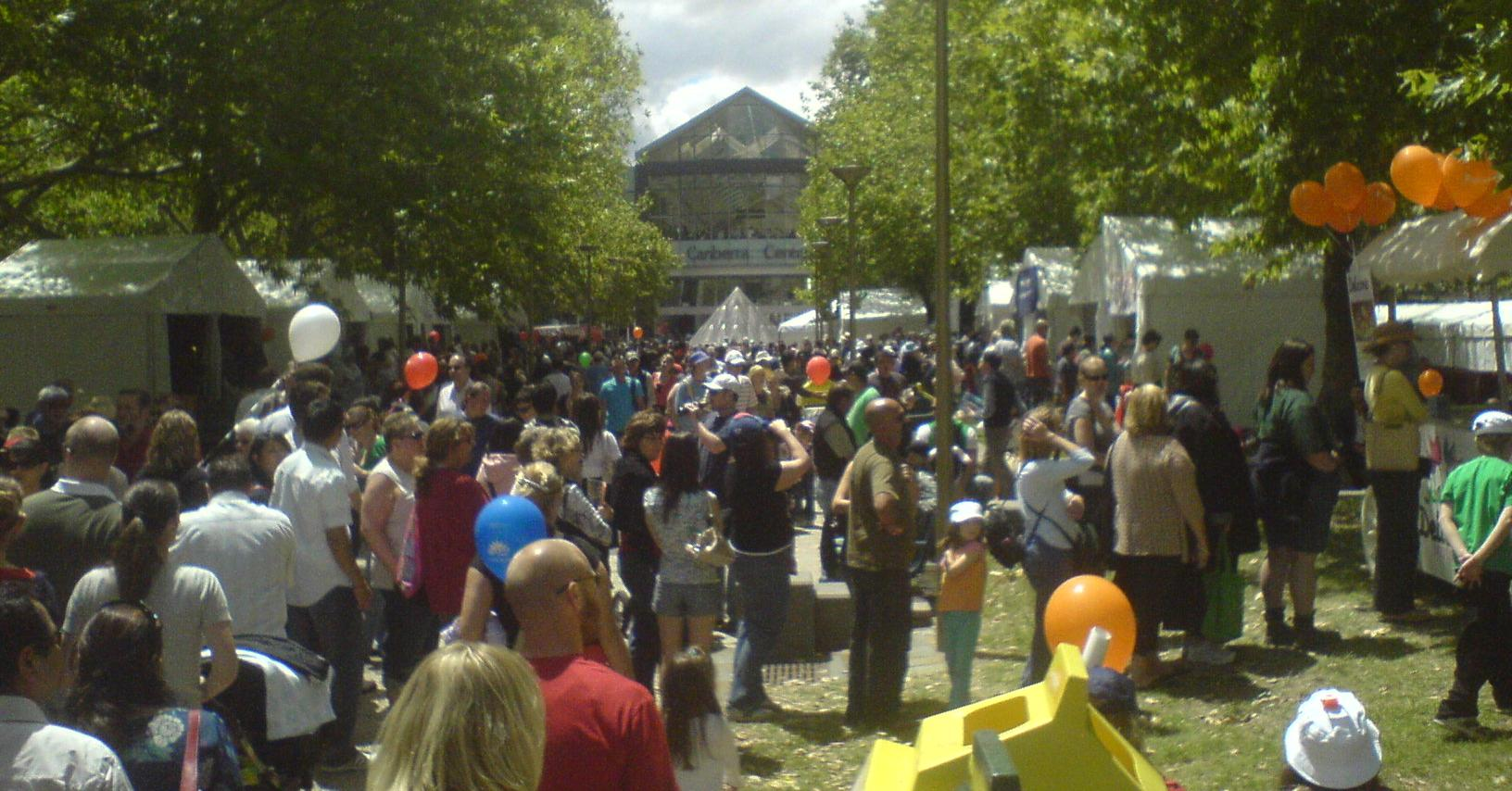
Le festival multiculturel de Canberra sur Ainslie Avenue, près de l'assemblée législative du territoire.

Canberra abrite de nombreux bâtiments et institutions comme le mémorial australien de la guerre, la galerie nationale, la galerie nationale de portraits installée actuellement dans l'ancien bâtiment du Parlement, la  bibliothèque nationale, les archives nationales d'Australie, l'académie des sciences et le musée national. Beaucoup de bâtiments du gouvernement fédéral sont ouverts au public comme le Parlement, la Haute-Cour et l'Hôtel des Monnaies,,.
Le lac Burley Griffin accueille le Mémorial du capitaine Cook et le Carillon national. Canberra a d'autres sites dignes d'intérêt : la tour Telstra et les jardins botaniques nationaux australiens sur la Montagne noire, le zoo national et l'aquarium près du barrage Scrivener, le musée national des dinosaures et le centre national des Sciences et des technologies,.

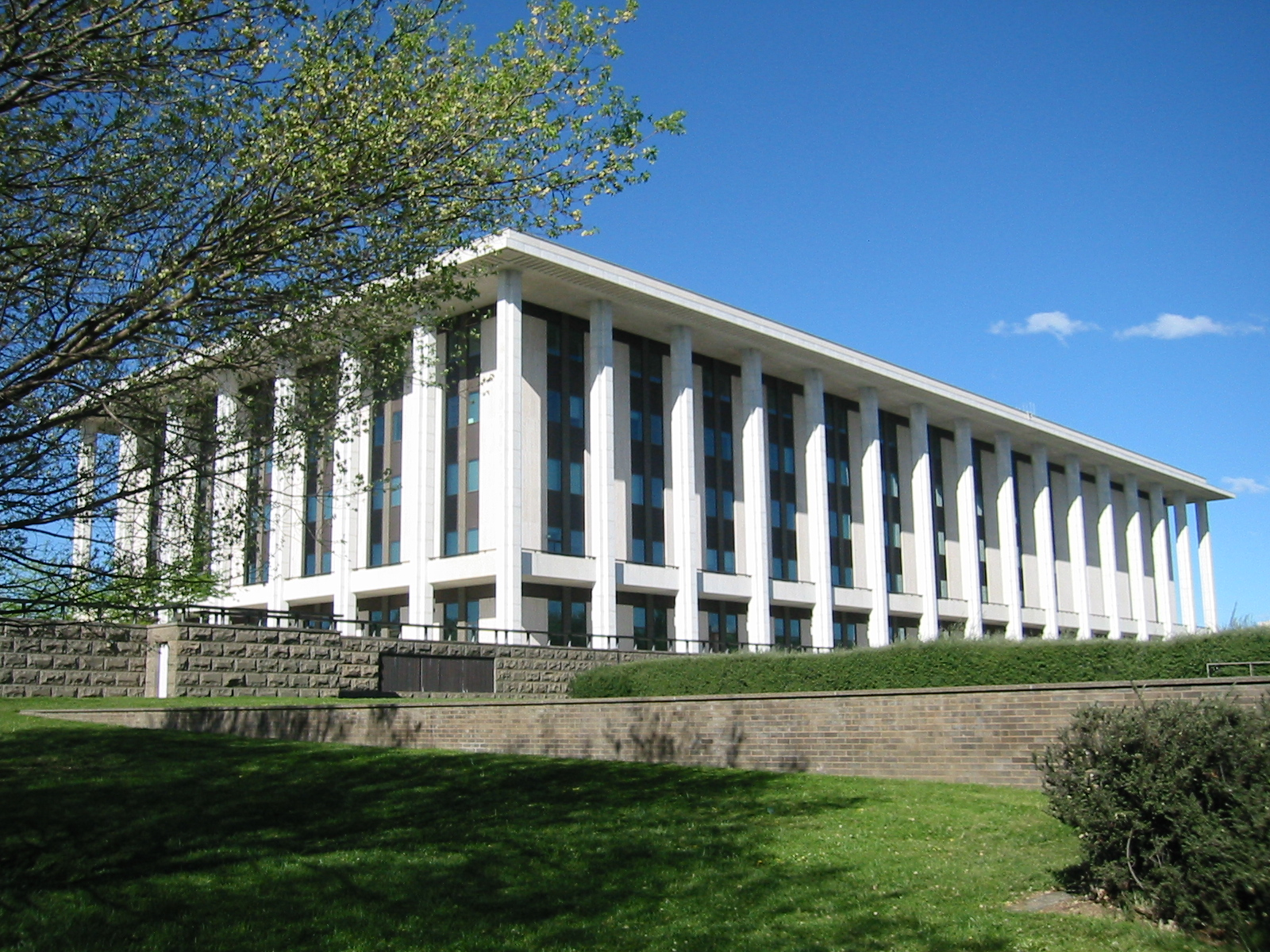
Un exemplaire de chaque livre publié en Australie doit être déposé à la bibliothèque nationale.

La Canberra Museum and Gallery dans le centre-ville recueille les documents et pièces de l'histoire et de l'art local. Plusieurs maisons historiques peuvent être visitées : les fermes de Lanyon et Tuggeranong dans la vallée Tuggeranong,, Mugga-Mugga à Symonston et Blundells' Cottage à Parkes Way permettent de se faire une idée du mode de vie des premiers colons européens. « Calthorpes' House » sur Red Hill est un exemple bien conservé des premières maisons construites à Canberra dans les années 1920. La Maison Duntroon dans le quartier de Campbell est une des plus anciennes fermes de la région et sert maintenant de cantine pour les officiers du collège militaire royal de Duntroon ; elle est ouverte occasionnellement au public.
Canberra dispose de nombreux lieux artistiques liés à la musique ou au théâtre : le « Théâtre de Canberra » qui organise de nombreux concerts et spectacles et le « Llewellyn Hall » (dans l'enceinte de l'école de Musique de l'Université Nationale d'Australie) sont deux des plus grandes salles de concert de Canberra. Le « Street Theatre », situé sur Childers Street, sert de salle de spectacles pour les spectacles étudiants et les compagnies amateurs ainsi que pour l'organisation chaque année d'une série de spectacles professionnels. L'Albert Hall a été la première salle de spectacle ouverte à Canberra en 1928 et a accueilli les premières sociétés de musique de Canberra.
Le plus important festival de musique de la ville est « Stonefest » qui se déroule sur deux jours à l'université de Canberra. Canberra dispose d'un groupe hip-hop, « Koolism ». La ville compte de nombreux bars et boîtes de nuit surtout dans les quartiers de Dickson, Kingston et dans le centre-ville. La plupart des différents quartiers de la ville disposent d'une salle de théâtre et d'un cinéma ; tous ont une bibliothèque. Canberra a d'autres activités culturelles comme le festival folk national, le « Royal Canberra Show », le festival de voitures « Summernats », le festival multiculturel de Canberra en février et le festival « Celebrate Canberra » qui dure plus de dix jours en mars en association avec le « Canberra Day ».
Canberra est jumelée avec de nombreuses villes comme Nara au Japon et Pékin en Chine et organise des échanges culturels avec ses différentes villes jumelles mais le plus important est le « Festival aux chandelles de Canberra et Nara » organisé en association avec Nara qui se tient en octobre.

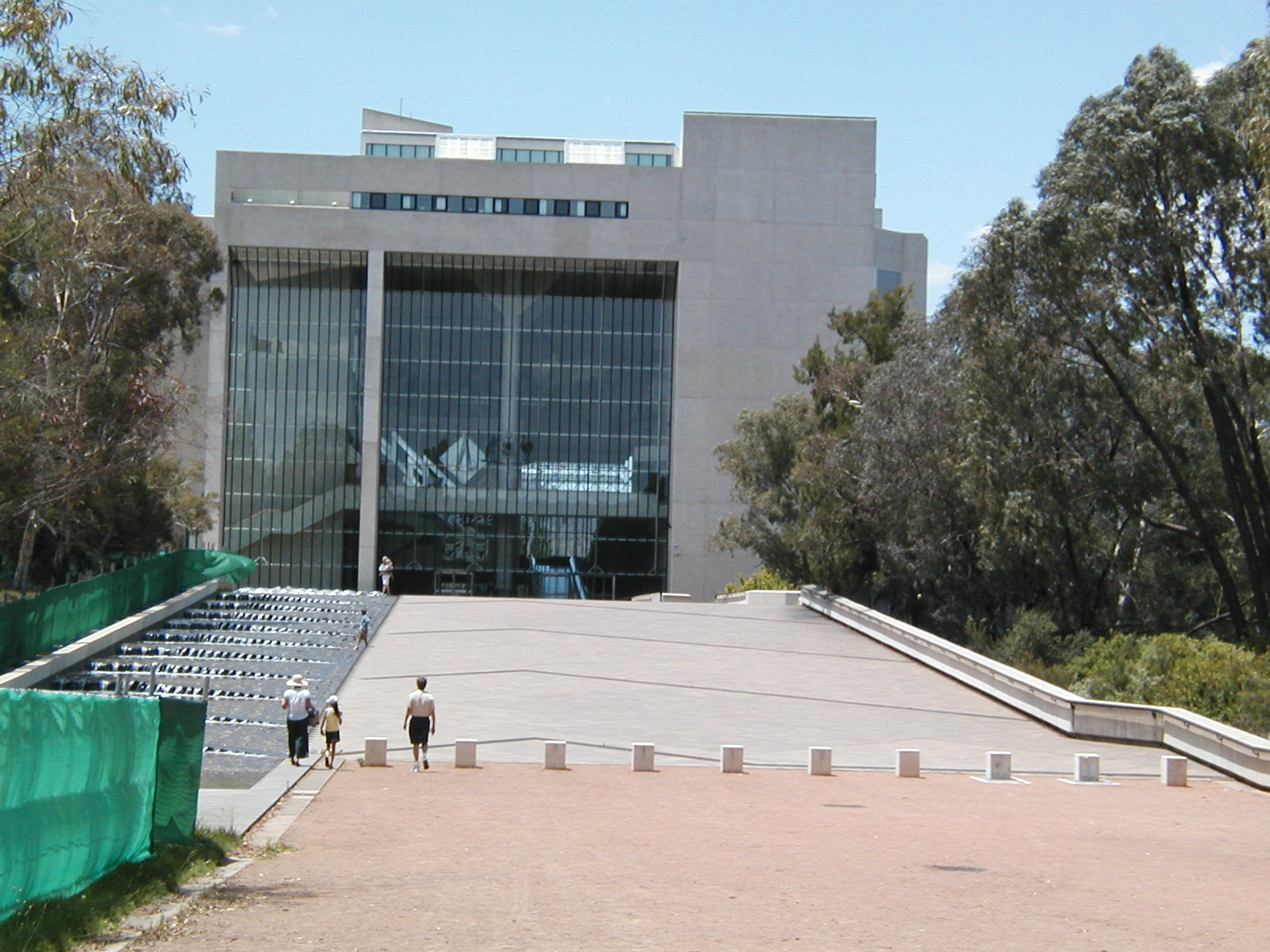
La Haute Cour.
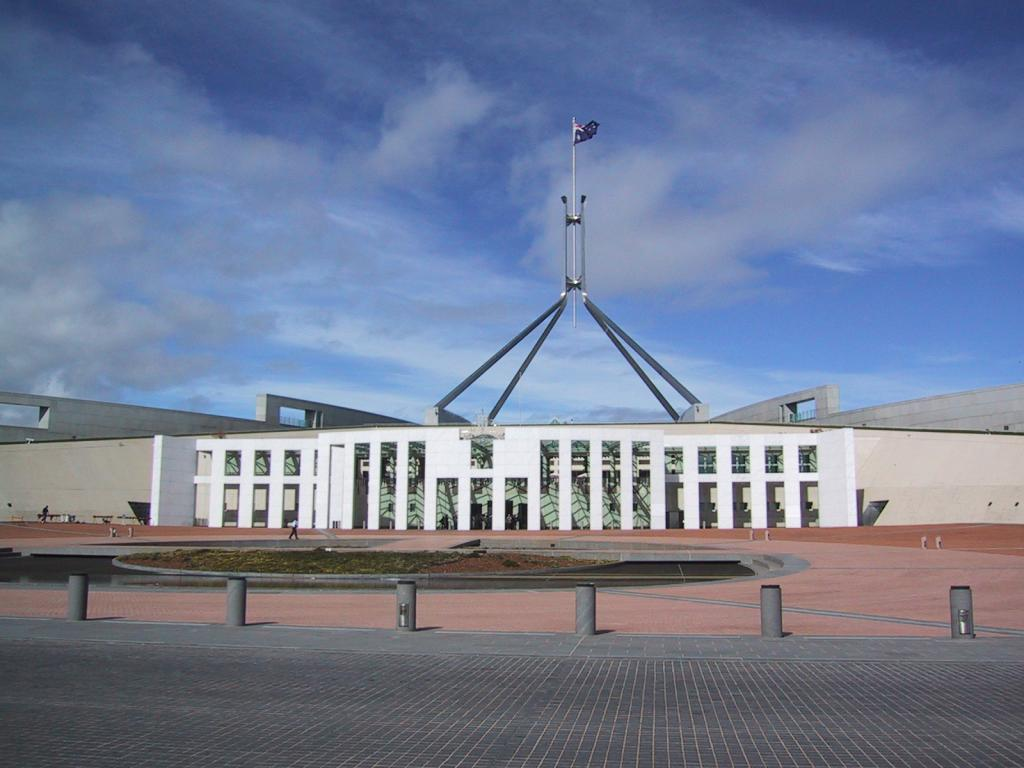
Le nouveau parlement.
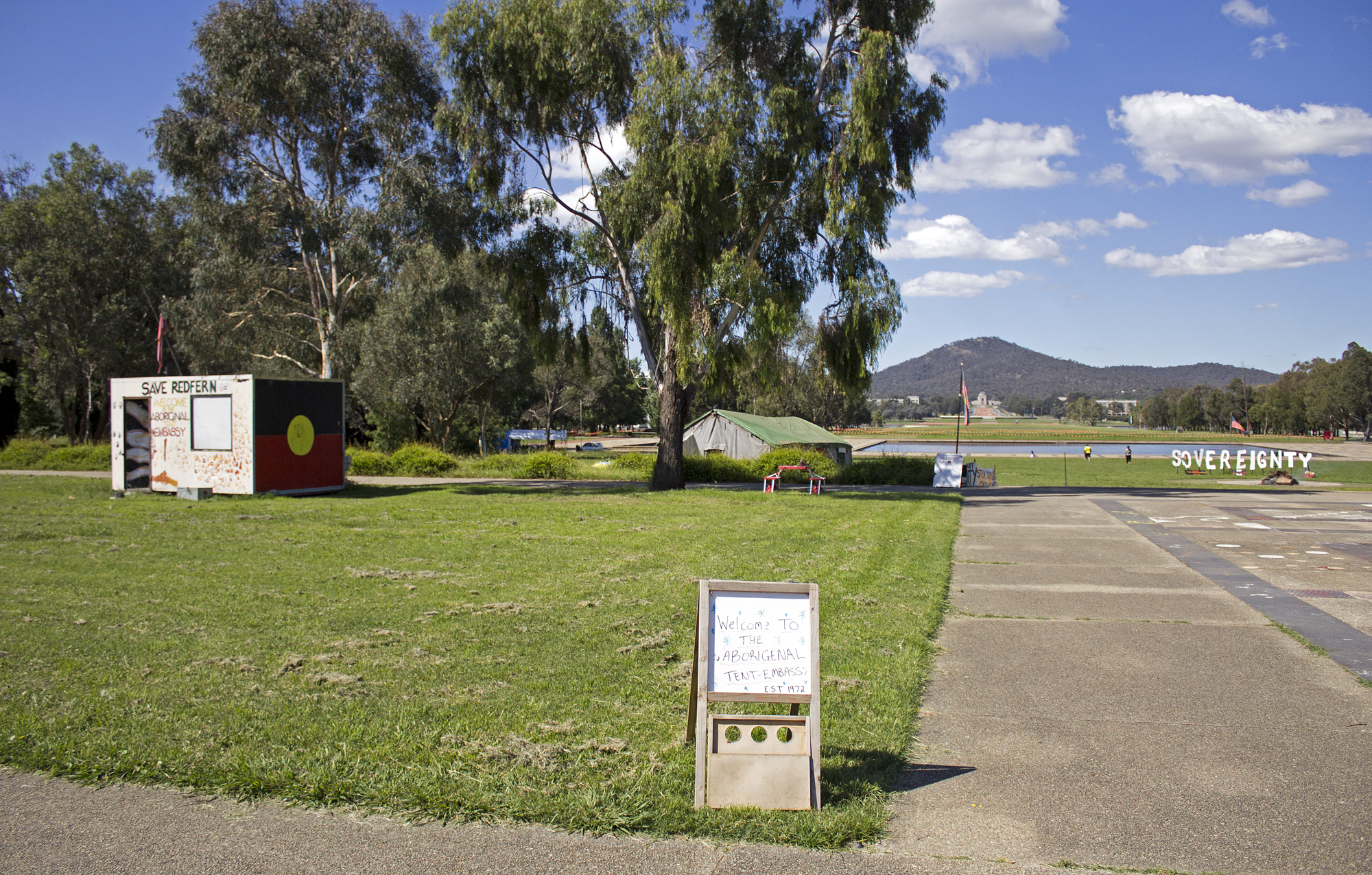
L'ambassade aborigène.
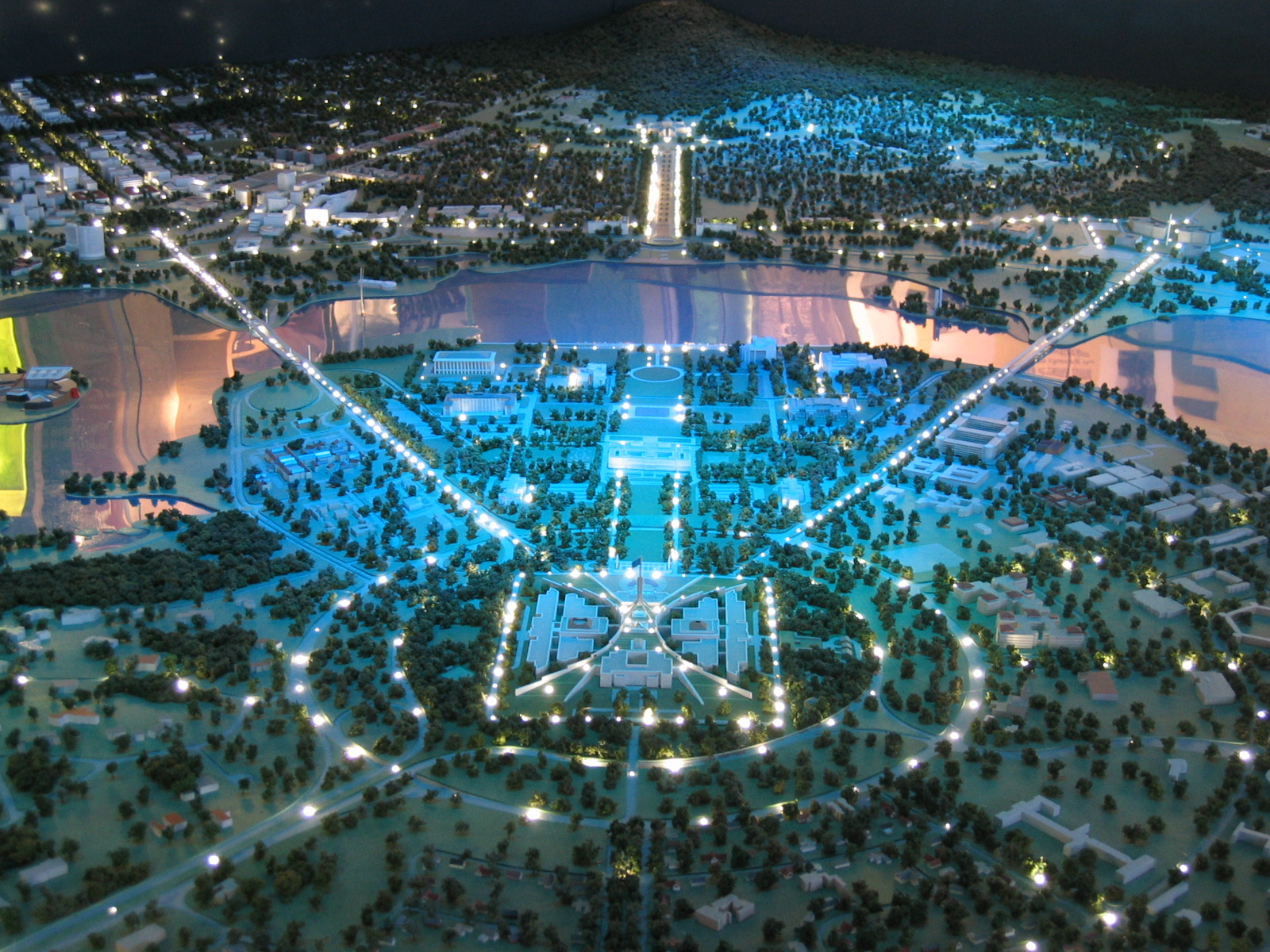
Vue nocturne sur l'axe des parlements (maquette) : le nouveau parlement au premier plan, puis l'ancien. Derrière le lac Burley Griffin se dessine Anzac Parade, menant à l’Australian War Memorial.

### Médias
Centre politique de l'Australie, Canberra possède des bureaux pour les différents médias australiens que ce soit pour la télévision nationale l’Australian Broadcasting Corporation, les chaînes commerciales et les grands journaux nationaux. De nombreux organismes de presse adhèrent à la « presse parlementaire » avec des journalistes chargés de transmettre les informations du parlement. Le « club de la presse nationale » situé dans le quartier Barton, organise une émission hebdomadaire avec un invité célèbre, généralement un homme politique, qui fait un exposé d'une demi-heure avant de se prêter au jeu des questions réponses.
Canberra a un quotidien local, The Canberra Times, créé en 1926, quelques revues spécialisées et des hebdomadaires gratuits.
Canberra a cinq chaînes de télévision aériennes analogiques et numériques : les deux chaînes gouvernementales (ABC et SBS) et les chaînes commerciales (Prime, WIN Television et Southern Cross Ten). SBS offre sur son canal SBS HD d'autres chaines. En plus de ABC1, SBS One, Prime Television, WIN television et Southern Cross Ten, on trouve neuf chaînes uniquement numériques : 7two, 7mate, GO!, GEM, ABC2, ABC3, ABC News 24, SBS Two et One HD.
Avant 1989, Canberra n'avait que trois chaînes de télévision : ABC, SBS et Capital Television, qui est devenu plus tard Southern Cross Ten, Prime et WIN arrivant dans le cadre du programme de regroupement du gouvernement régional cette année-là.
Les habitants peuvent souscrire des abonnements payants auprès de Foxtel et de TransACT, une entreprise de télécommunications locales.
Canberra a de nombreuses chaînes de radios fédérales qui émettent sur la ville notamment 2XXfm, qui offre des programmes en vingt langues et qui diffuse des informations d'intérêt public et des programmes de musique spécialisés, Artsound, Valley FM 89.5 qui émet depuis Tuggeranong, et Radio 1RPH. Il y a aussi des chaînes privées comme celles de Capital Radio Network (1053-2CA et 1206-2CC), Canberra FM Radio ainsi que 2ROC (104.7) et MIX 106.3 (créées toutes les deux en 1988). ABC et SBS disposent de nombreuses chaînes de radios publiques,.

### Sport

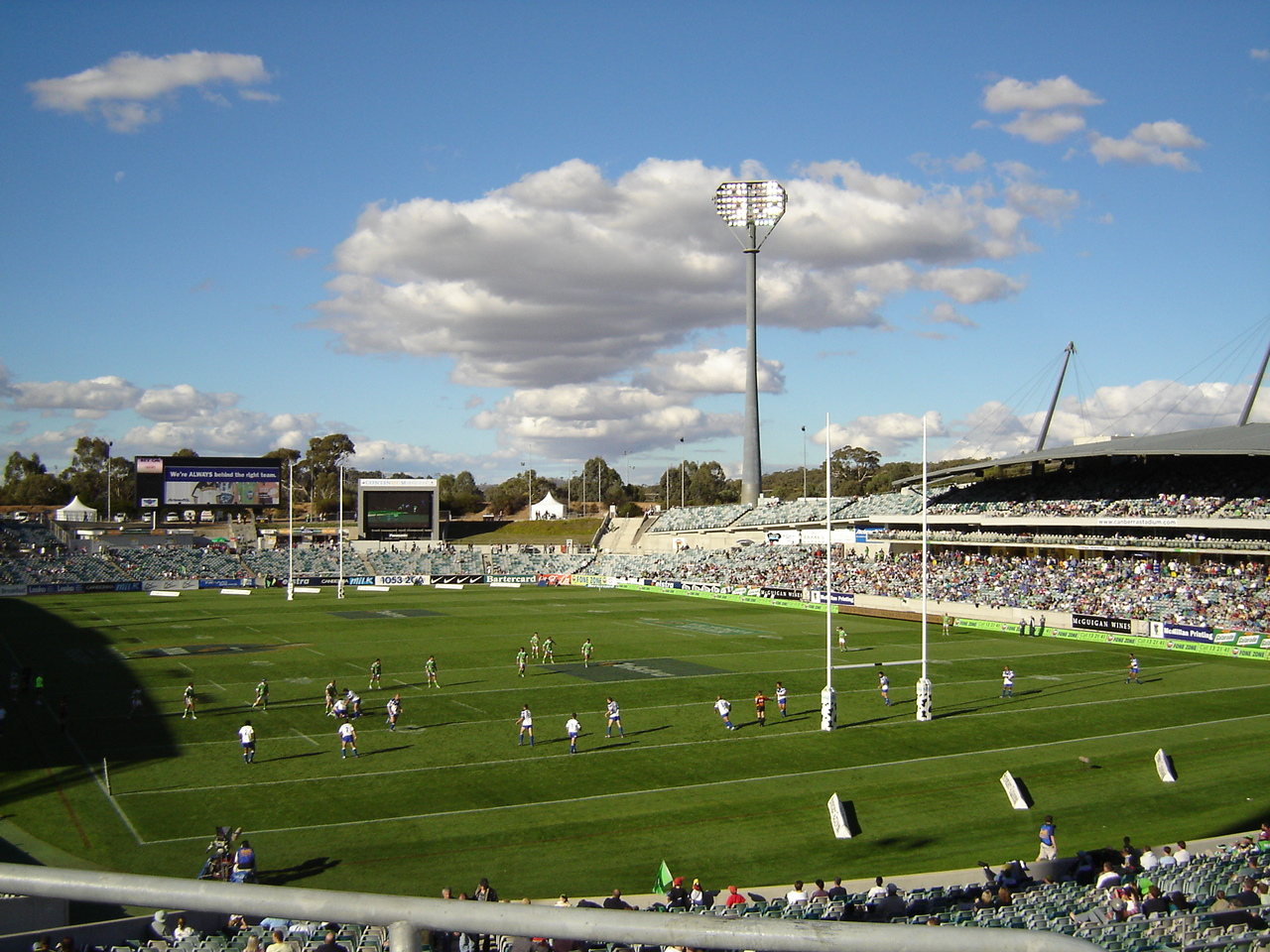
Un match de rugby au Canberra Stadium

En plus de nombreuses équipes locales de sport, Canberra a des équipes qui jouent au niveau national ou international. Les plus célèbres sont les Canberra Raiders en rugby à XIII et les Brumbies en rugby à XV, qui ont déjà toutes deux été championnes de leurs ligues respectives,. Les deux équipes jouent à domicile au Canberra Stadium, qui est le plus grand stade de Canberra. Il a servi pour des matchs de football lors des Jeux olympiques d'été de 2000 et de rugby à XV pour la Coupe du monde de 2003,. Canberra a aussi une équipe de basket-ball d'un bon niveau puisque les féminines, les Canberra Capitals, ont remporté sept des onze finales de la WNBL disputées entre 2000 et 2010.
Des équipes de Canberra participent aussi à des compétitions nationales de netball, hockey sur gazon, hockey sur glace et de cricket.
Le Manuka Oval est un important stade de Canberra où l'on joue au cricket et au football australien. L'équipe nationale de football australien, les Kangarous, dont le siège était à Melbourne, a joué des matchs à domicile sur ce terrain jusqu'en juillet 2006. Après le départ de l'équipe nationale à Carrara, au Queensland, les équipes du Melbourne Football Club et des Western Bulldogs disputent depuis 2007 leurs matchs contre les Sydney Swans au Manuka Oval. Canberra accueille aussi le tournoi international Barassi de football australien pour les jeunes. Le match de cricket du « Onze du premier ministre », qui oppose une équipe australienne à une sélection étrangère, se joue tous les ans au Manuka Oval. Le stade a également été utilisé durant la Coupe du monde de cricket de 1992.
Les autres principaux évènements sportifs de la ville sont le marathon de Canberra et le triathlon de Canberra. La ville a organisé de 2001 à 2006 un tournoi de tennis professionnel WTA, le Tournoi de tennis de Canberra.
L'Institut australien du sport (l'AIS) est situé dans le quartier de Bruce. Il a pour but la formation scolaire et sportive des athlètes dans un grand nombre de sports. Opérationnel depuis 1981, il a permis de former des athlètes de haut niveau tant sur le plan national qu'international. La majorité des concurrents et des médaillés australiens des Jeux olympiques d'été de Sydney en 2000 en sont sortis.
Canberra a de nombreux terrains de rugby, parcours de golf, parcs à patins, courts de tennis et piscines ouverts au public. Un certain nombre de pistes cyclables sont à la disposition du public tant pour la promenade que pour la compétition. Les parcs qui entourent la ville permettent de faire de la marche, de l'équitation ou du VTT. Les lacs de la ville peuvent être utilisés pour la voile, la rame ou le ski nautique. Le rallye de Canberra est une importante course automobile annuelle et la construction d'un circuit pour des courses de dragster est à l'étude,.

## Infrastructures

### Santé

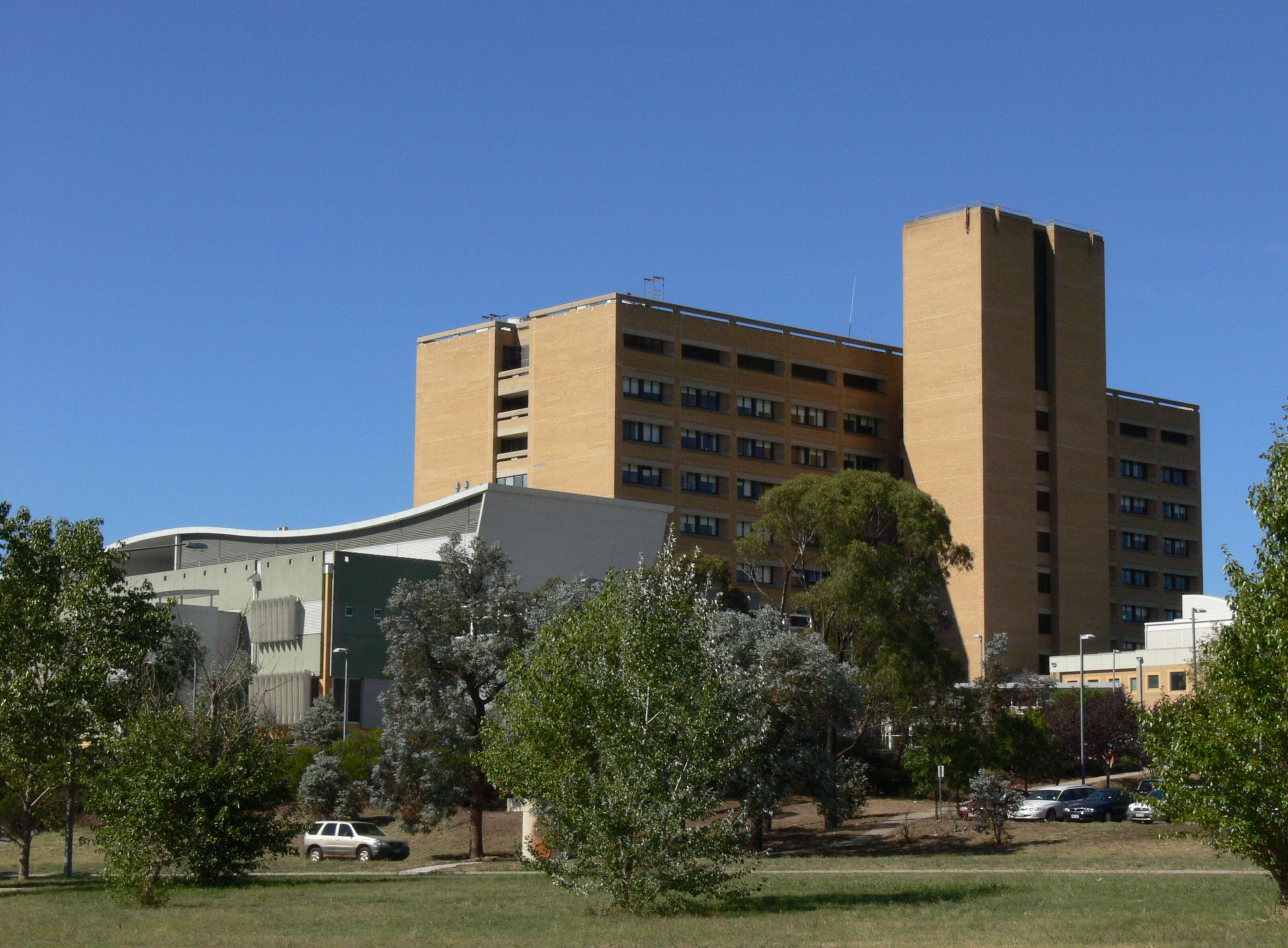
L'hôpital de Canberra.

Canberra dispose de deux hôpitaux publics : l'hôpital de Canberra avec 500 lits (c'est l'ancien Woden Valley Hospital) situé à Garran et l'hôpital public de Calvary avec 174 lits situé à Bruce. Ces deux hôpitaux sont des hôpitaux universitaires,,,. Le plus grand hôpital privé de Canberra est le John James Memorial Hospital à Deakin,. Il y a aussi le Calvary Private Hospital à Bruce et le Healthscope's National Capital Private à Garran,. Le Royal Canberra Hospital situé sur la presqu'île Acton du lac Burley Griffin a été fermé le 27 novembre 1991 et démoli par implosion en 1997 pour laisser place au museum national australien,,,. La ville a dix centres d'accueil pour personnes âgées. Les hôpitaux de Canberra reçoivent les urgences de tout le sud de la Nouvelle-Galles du Sud. Le service des ambulances du territoire de la capitale est l'un des quatre services opérationnels de l'agence des services d'urgence du territoire. Le Newborn Emergency Transport Service (NETS) est un service de transport des nouveau-nés entre les différents hôpitaux de l'ACT et les hôpitaux voisins de la Nouvelle-Galles du Sud.
En octobre 2022 est annoncée la découverte d'un dérivé de la kétamine, la CanKet, utilisée comme drogue exclusivement à Canberra depuis l'été 2022,.

### Transport

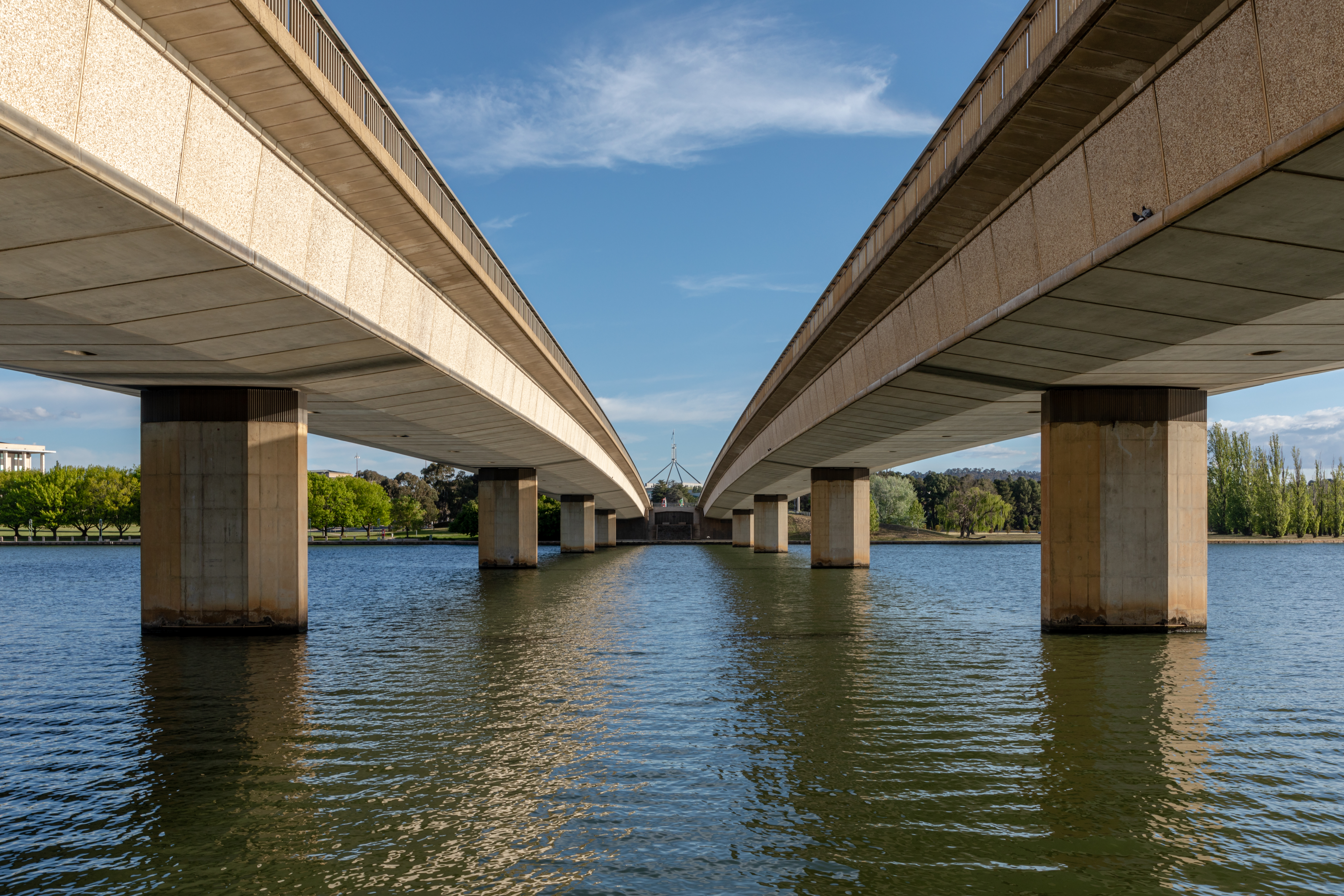
Le pont de l'avenue du Commonwealth à Canberra. Octobre 2019.

#### Transport routier

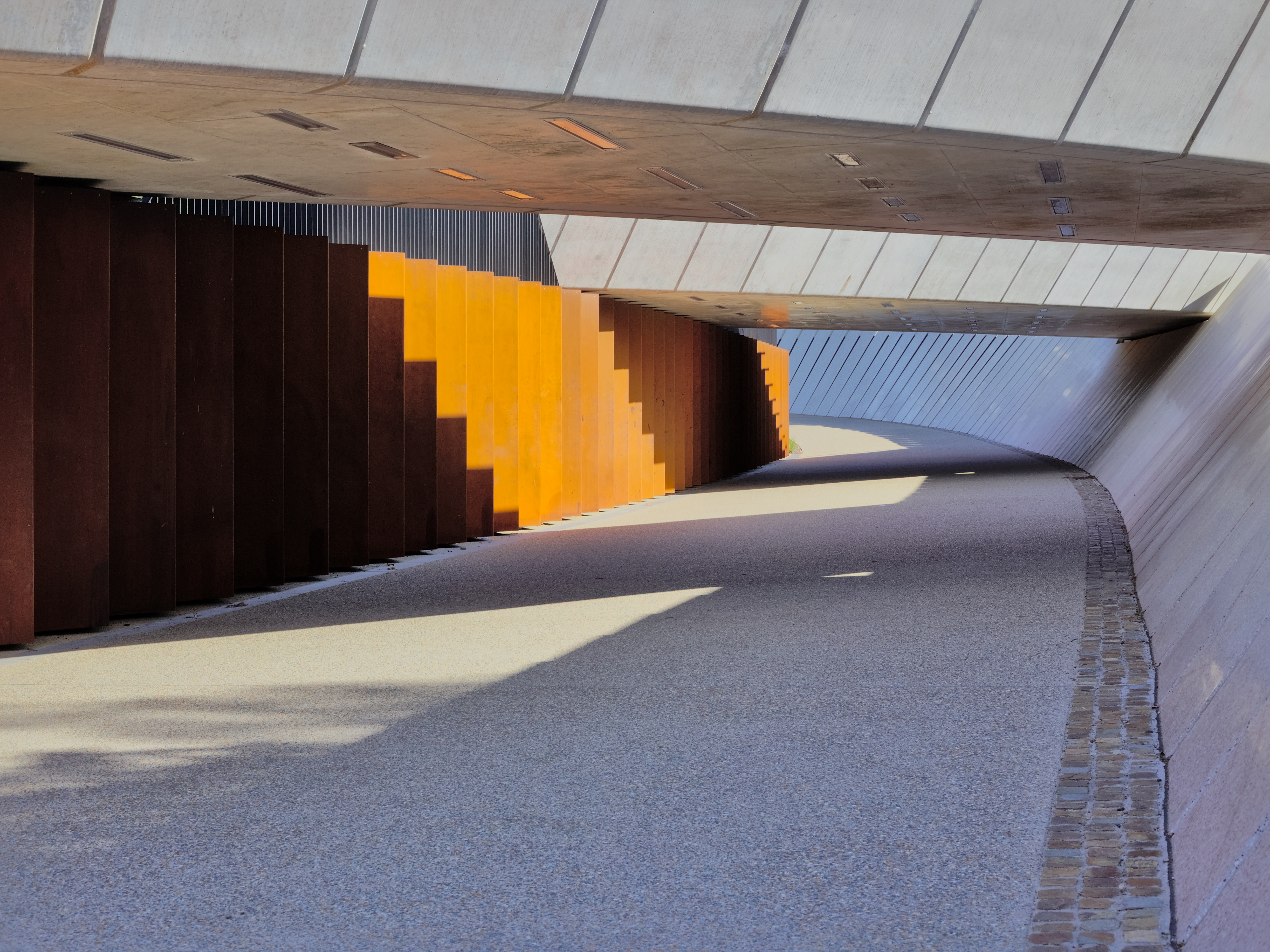
Route passant sous une voie pédestre à Parkes, un quartier de Canberra. Mars 2016.

Canberra est à environ trois heures de voiture de Sydney par la National Highway 23 qui rejoint la Hume Highway (National Highway 31) près de Goulburn et à dix heures de Melbourne par la Barton Highway (National Highway 25) qui rejoint la Hume Highway à Yass. Elle est à deux heures par la Monaro Highway (National Highway 23) des stations de ski des Snowy Mountains et du parc national du Kosciuszko. Batemans Bay, une plage populaire sur la côte sud de la Nouvelle-Galles du Sud est aussi à deux heures de voiture par la Kings Highway.
La voiture est de loin le principal moyen de transport utilisé à Canberra. Les anciennes politiques de développement de la ville ont permis d'avoir un réseau routier de bonne qualité dans la plus grande partie de la ville. Les différents quartiers sont généralement reliés par des routes à quatre voies où la vitesse est limitée à 80 ou 100 km/h selon les endroits. La plus connue de ces routes est la Tuggeranong Parkway qui relie le centre-ville à l'arrondissement de Tuggeranong en traversant Weston Creek.
La ville dispose d'un système de transport public par autobus : l’Australian Capital Territory Internal Omnibus Network (ACTION). Deux filiales de la société Deane's Transit Group assurent des services de transport en bus entre Canberra et les régions voisines de Nouvelle-Galles du Sud : Transborder Express (vers Murrumbateman et Yass) et Deane's Buslines (vers Queanbeyan).

#### Transport ferroviaire

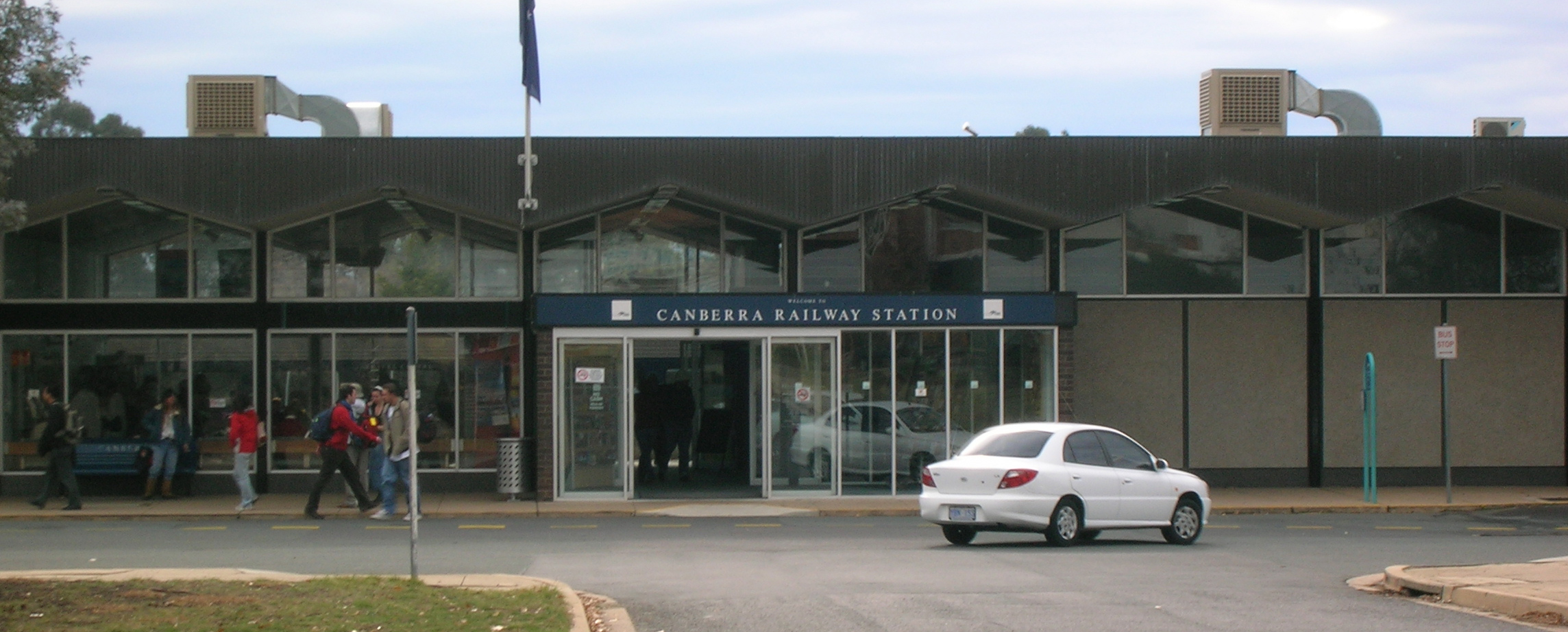
La gare de Canberra.

Une ligne de chemin de fer appartenant à la Countrylink relie Canberra à Sydney. La gare de Canberra est située dans la partie sud du quartier de Kingston. Entre 1920 et 1922, la ligne traversait la rivière Molonglo et continuait jusqu'au centre-ville mais ce tronçon fut détruit par de violentes inondations et ne fut jamais reconstruit. Les liaisons par train avec Melbourne sont assurées par un service de bus de la CountryLink qui amène les passagers jusqu'à la gare de Yass, à une heure de Canberra, sur la ligne qui relie Sydney à Melbourne. Une ligne de trains à très grande vitesse reliant Melbourne, Canberra et Sydney avait été envisagée mais ne fut jamais réalisée ni par une société privée ni par une société publique car considérée comme non rentable et le projet fut finalement abandonné par le ministre fédéral des transports John Anderson en l'an 2000,. Une ligne de chemin de fer a voie étroite a été construite en 1923 entre la briqueterie de Yarralumla et le Parlement provisoire, a ensuite été prolongée jusqu'à Civic, mais toute la ligne a été fermée en mai 1927.
Le projet initial de Canberra prévoyait un système de transport ferroviaire dans la ville mais n'a jamais été réalisé de même qu'une ligne reliant Canberra à la baie de Jervis.

#### Transport aérien
L'aéroport de Canberra (code AITA : CBR, code OACI : YSCB) assure des liaisons intérieures avec Sydney, Melbourne, Brisbane, Adélaïde et Perth. Il y a des vols directs quotidiens avec les villes d'Albury et de Newcastle en Nouvelle-Galles du Sud. Il n'y a pas de vols internationaux réguliers au départ de Canberra. Jusqu'en 2003, l'aéroport civil partageait ses pistes avec la base aérienne de la RAAF de Fairbairn. Le 27 juin 2003, la base a été fermée et l'aéroport est devenu exclusivement un aéroport civil.

### Services publics
Le gouvernement du territoire gère, par l'intermédiaire d'ACTEW Corporation, l'alimentation en eau de la ville et le traitement des eaux usées,. ActewAGL est une coentreprise entre ACTEW et l'Australian Gas Light Company qui fournit aux particuliers l'eau, le gaz de ville, l'électricité et, par l'intermédiaire d'une filiale de TransACT, le téléphone. Depuis 2003 tous les habitants de la ville sont libres de choisir le fournisseur d'électricité de leur choix. L'eau nécessaire à la ville est stockée dans quatre réservoirs formés par les barrages de Corin, Bendora et Cotter sur la rivière Cotter et le barrage Googong sur la rivière Queanbeyan. Ce dernier barrage est situé en Nouvelle-Galles du Sud mais il est géré par le gouvernement du territoire de la capitale. ACTEW Corporation dispose de deux stations de traitement des eaux usées situées respectivement à Fyshwick et à Lower Molonglo sur la rivière Molonglo,.
L'électricité qui alimente la ville provient du réseau australien via les sous-stations de Holt et de Fyshwick (via Queanbeyan). Une fraction des besoins est fournie par une petite centrale hydroélectrique à Mont Stromlo et par deux centrales utilisant le méthane produit par la fermentation de déchets végétaux de Belconnen et de Mugga Lane,. La première zone à être fournie en électricité fut le quartier d'Acton en 1913. À la différence de la plupart des autres villes australiennes, les lignes alimentant les maisons dans les vieux quartiers de Canberra passent à l'arrière des maisons au lieu de passer en façade. Dans les nouveaux quartiers, les lignes électriques et téléphoniques sont enterrées.
Comme dans de nombreux autres endroits d'Australie, les communications téléphoniques fixes et mobiles sont assurées par plusieurs sociétés en concurrence. À Canberra, la majorité des infrastructures appartient à Telstra mais une partie appartient à TransACT (une société de téléphonie basée à Canberra) ainsi qu'à d'autres fournisseurs. Le territoire de la capitale a le plus fort pourcentage de possesseurs d'ordinateurs et de connexion à Internet de toute l'Australie.

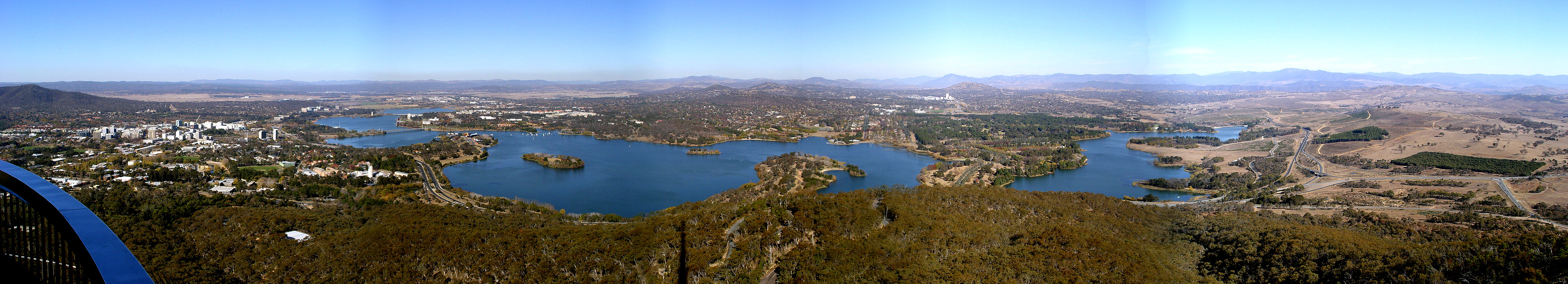
Canberra vue de la tour Telstra.

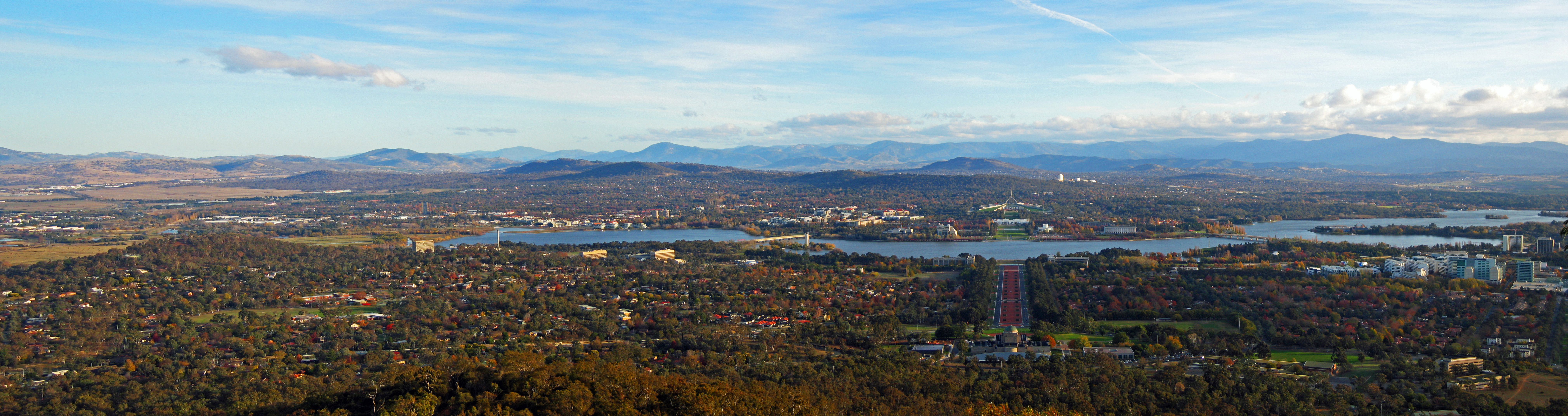
Canberra vue du mont Ainslie.

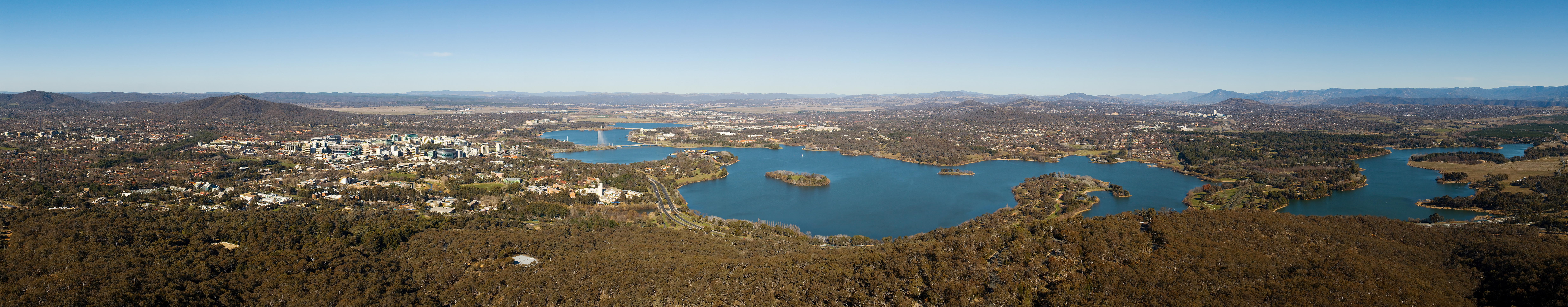
Canberra de la tour Telstra. Au coin bas gauche de la photo se distinguent les jardins botaniques nationaux australiens, au dessus le mont Ainslie atteint difficilement l'horizon, en dessous l'université nationale australienne, à droite du mont l'aéroport de Canberra, en dessous de l'aéroport en descendant les pentes du mont le mémorial australien de la guerre. L'étendue d'eau est le lac Burley Griffin ; tout au fond, l'Australian Security Intelligence Organisation, pas très loin au bord la Haute Cour d'Australie, la Galerie nationale d'Australie, et la Bibliothèque nationale d'Australie. Sur une presqu'ile plus proche du centre du lac, le National Museum of Australia. De l'autre coté, le Old Parliament House. Enfin, presque au centre, le Parliament House (Canberra). Aout 2009.

### Divers
Non loin de Canberra, on trouve le Canberra Deep Space Communication Complex, l'implantation australienne de l'infrastructure au sol de communication avec les sondes spatiales de la NASA (Deep Space Network).

## Personnalités
- Jack Heath (né en 1986), écrivain
- Nick Kyrgios (né en 1995), joueur de tennis
- Christine Nunn (né en 1991), joueuse de squash
- Alex O'Loughlin (né en 1976), acteur
- Dorothy Shineberg (1927-2004), historienne, enseignante à l'Université nationale australienne, décédée à Canberra

## Jumelages
- Versailles (France)
- Nara (Japon)
- Atlanta (États-Unis)
- Pékin (Chine)
- Dili (Timor-Leste)